# Fantasy
Pour les articles homonymes, voir Fantasy (homonymie).
Ne doit pas être confondu avec Fantastique, Fantaisie, Merveilleux ou Science-fiction.

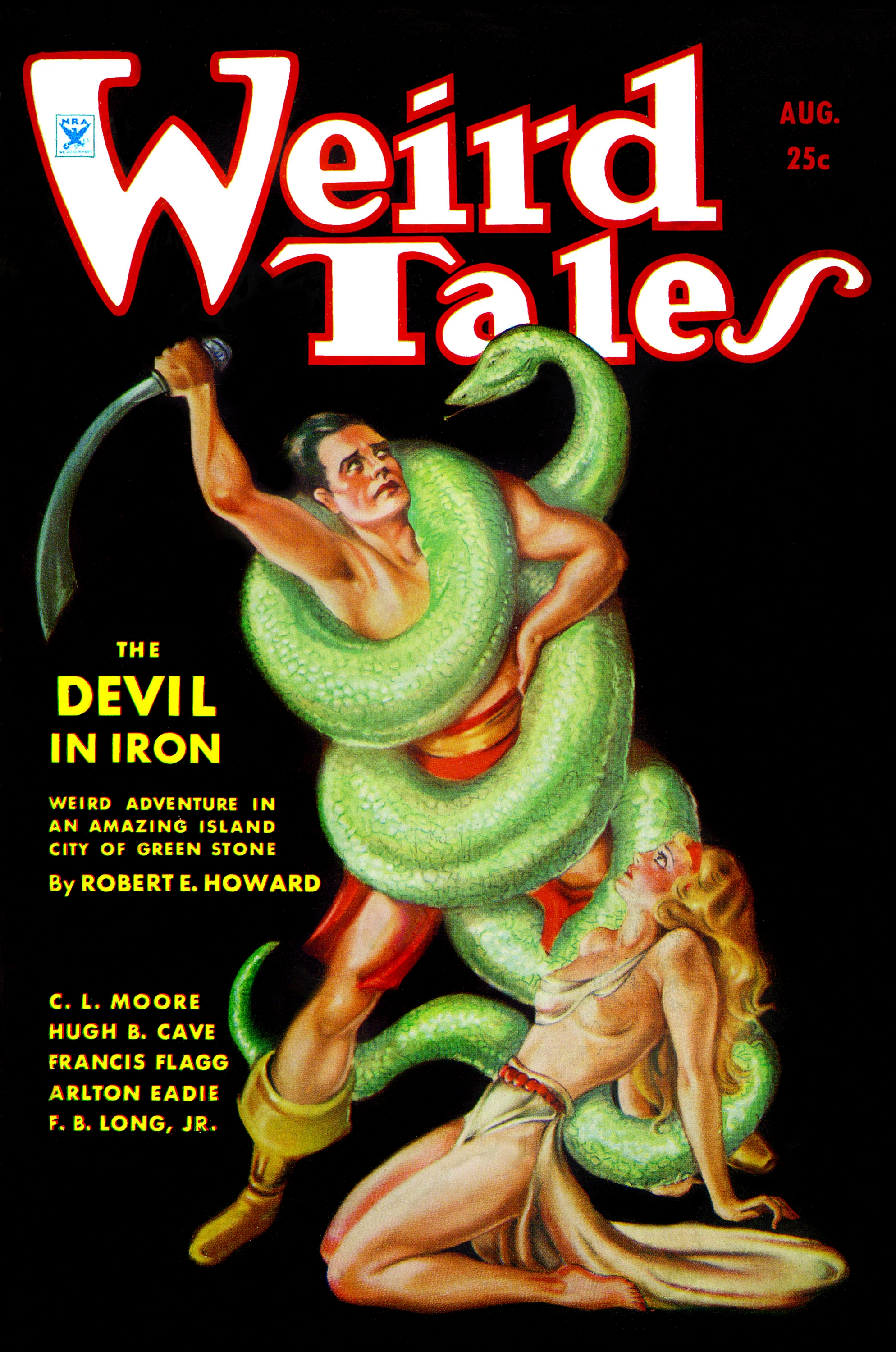
Couverture du magazine pulp américain Weird Tales d'août 1934 figurant une aventure de Conan par Robert E. Howard.

La fantasy ([fɑ̃tɛzi]), ou fantasie ([fɑ̃tazi] ; terme issu de l'anglais fantasy [ˈfæntəsi] , litt. « imagination »), est un genre artistique et littéraire qui représente des phénomènes surnaturels imaginaires, généralement associés au mythe et souvent figurés par l'intervention ou l'emploi de la magie et de l'anachronisme.
On ne doit pas confondre la fantasy avec la fantaisie musicale, ni avec le mot allemand Phantasie ([fantaˈziː] ) qui désigne le fantasme psychologique. Dans la fantasy, comme dans le merveilleux, le surnaturel est généralement accepté ou même exploité pour définir les règles d'un monde imaginaire et ne suscite pas nécessairement le doute ou la peur. Cette posture distingue la fantasy du fantastique où le surnaturel perturbe les règles du monde habituel, de la science-fiction qui imagine des progrès scientifiques ou techniques, et de l'horreur où l'irrationnel suscite peur et angoisse.
Genre littéraire à l'origine, la fantasy recoupe les littératures de l'imaginaire et concerne aussi les autres arts.

## Définition
La Commission générale de terminologie et de néologie a adopté le terme « fantasie » comme traduction du mot anglais « fantasy » en la définissant de la manière suivante : « genre situé à la croisée du merveilleux et du fantastique, qui prend ses sources dans l'histoire, les mythes, les contes et la science-fiction », cette annonce est publiée dans le Journal officiel de la République française du 23 décembre 2007. De son côté, le Grand Dictionnaire terminologique de l'Office québécois de la langue française a proposé en 2003 le terme « merveilleux ». En pratique, le mot anglais reste le plus utilisé, aux côtés de termes français recouvrant des domaines voisins mais non identiques, en particulier le merveilleux.
Dans son acception actuelle, le terme « fantasy » serait apparu pour la première fois aux États-Unis avec la revue The Magazine of Fantasy en 1949,. Employé d'abord dans le domaine littéraire, il s'est étendu par la suite aux arts picturaux, au cinéma, aux jeux (jeu de rôle et jeu vidéo notamment) et à la musique.
Pour l'écrivain et éditeur André-François Ruaud, la fantasy peut être considérée comme un sous-genre du fantastique :

« La fantasy est une littérature fantastique incorporant dans son récit un élément d'irrationnel qui n’est pas traité seulement de manière horrifique, présente généralement un aspect mythique et est souvent incarné par l’irruption ou l’utilisation de la magie. »

— André-François Ruaud, Cartographie du merveilleux.
À l'inverse[pas clair], Marie-Cécile Guernier part de la définition du dictionnaire historique Robert : « le mot fantasy se rapporte au mot ancien français fantasie regraphié fantaisie vers 1450. Issu du grec phantasia, « apparition », « image qui s'offre à l'esprit », « imagination », puis du latin phantasia ou fantasia, « image, concept » […]. Il se rapproche aussi des mots dérivés des étymons : fantasme […], fantasmagorie, fantastique » ; puis de deux définitions de spécialistes du genre dont celle d'André-François Ruaud : « Une littérature qui se trouve dotée d'une dimension mythique et qui incorpore dans son récit un élément d'irrationnel au traitement non purement horrifique, notamment incarné par l'utilisation de la magie » pour souligner l'insuffisance des critères énoncés à définir la fantasy, qui est « bien plutôt une remise au goût du jour de la littérature d'imagination, entre merveilleux et fantastique, dont on peut repérer les étapes et les traces »[réf. nécessaire].
Selon la chercheuse Anne Besson, qui s'appuie sur la tradition littéraire française distinguant merveilleux et fantastique, la fantasy est une incarnation moderne et un prolongement du genre littéraire du merveilleux et n'est en aucun cas un sous-genre du fantastique. En effet, ce dernier se définit comme l'intrusion du surnaturel dans un cadre réaliste, autrement dit l'apparition de faits inexpliqués et théoriquement inexplicables dans un contexte connu du lecteur. Dans la fantasy, la magie ne pose pas question et les univers « surnaturels » sont acceptés comme naturels et rationnels par le lecteur.
De même, J. R. R. Tolkien, auteur fondamental du genre, inscrivait son œuvre dans ce qu'il appelait la « Faërie », sorte de conte de fée.

« La Faërie recèle bien d'autres choses, en dehors des fées et des elfes, mais aussi des nains, sorcières, trolls, géants et dragons : elle recèle les mers, le soleil, la lune, le ciel ainsi que la terre et toutes les choses qui s'y trouvent : arbres et oiseaux, eau et pierres, pain et vin, et nous-mêmes, mortels, lorsque nous sommes gagnés par l'enchantement. »

— J. R. R. Tolkien, Du conte de fées.
Toutefois, compte tenu de la troisième loi de Clarke, selon laquelle Toute technologie suffisamment avancée est indiscernable de la magie, la frontière entre fantasy et science-fiction est d'autant plus malaisée à définir que certains auteurs de SF, comme Poul Anderson ou Robert A. Heinlein, se sont amusés à bâtir des univers autour de cette ambiguïté.
Le point commun de nombreux romans de fantasy est qu'ils se déroulent dans des mondes parallèles, ou dans des contextes qui peuvent éventuellement s'interpréter comme un lointain passé oublié (s'inspirant du Moyen Âge ou de l'Antiquité, voire de la Préhistoire), avec leurs créatures imaginaires, leurs mythes, leurs épopées et leur magie. Ce n'est cependant pas le cas de tous les sous-genres de la fantasy,, puisque la fantasy urbaine se caractérise par un ancrage fort dans un monde contemporain, et que l'on parle de science fantasy ou de space fantasy pour certains univers mêlant un niveau technologique futuriste à des thèmes propres à la fantasy. On parle aussi de médiéval-fantastique (parfois abrégé en « med-fan ») ou de « fantasy médiévale » pour les récits présentant des univers mythiques de type médiéval où cohabitent généralement héros, guerriers, magie et sorcellerie, mêlant aux cultures anciennes des éléments surnaturels.

## Histoire de la fantasy

### Origines

Saint Georges pourfendant le dragon, tableau de Paolo Uccello, : un épisode hagiographique devenu un cliché des récits de fantasy.

On a souvent fait remonter par erreur la naissance de la fantasy aux œuvres littéraires de l'Antiquité traitant de sujets mythologiques, tels que l'Épopée de Gilgamesh en Mésopotamie ancienne, l'Iliade et l'Odyssée en Grèce antique, ou le Mahâbhârata en Inde ancienne, ou encore les sagas nordiques et islandaises comme les Eddas. On en recherche également les débuts dans les œuvres contenant du merveilleux élaborées pendant le Moyen Âge occidental (comme la matière de Bretagne consacrée à la légende arthurienne, le roman de chevalerie, la chanson de geste ou l'épopée anglo-saxonne Beowulf et le récit gallois Mabinogion), oriental (les contes persans des Mille et Une Nuits) ou asiatique (Le Dit du Genji japonais, et plus tard le roman chinois Le Voyage en Occident). Une autre grande source de merveilleux ancien se trouve dans les textes sacrés, en particulier la Bible, le Coran et le Tanakh, et le genre de l'hagiographie (notamment la Légende dorée de Jacques de Voragine au XIIIe siècle). Cependant, remonter si loin dans le temps pose un problème, car, à ces époques, les notions de fiction et d'Histoire et les rapports qu'elles entretenaient n'étaient pas les mêmes qu'aux époques plus récentes : il est donc plus prudent de ne parler de fantasy qu'à partir du moment où le récit et la part de merveilleux qu'il contient forment clairement une fiction à but divertissant, et cela même si ces textes anciens eux-mêmes, lus par le lecteur contemporain, peuvent provoquer le même genre d'impressions à la lecture que des fictions plus récentes. En revanche, les auteurs et artistes de fantasy aiment à voir dans ces auteurs anciens des précurseurs, et il est très fréquent qu'ils puisent leur inspiration dans de telles œuvres et se réclament de l'imaginaire qu'elles véhiculent[réf. souhaitée].
La vogue du conte à partir de la Renaissance et ses réécritures littéraires, parfois précieuses, en particulier en France au XVIIe siècle, peuvent être considérées comme faisant partie d'un mouvement plus vaste qui, à long terme, aboutit à la fantasy contemporaine. Il convient cependant de distinguer la forme du conte de la plupart des récits de fantasy, qui optent plutôt pour le roman, la suite romanesque ou la nouvelle, lorsqu'ils n'utilisent pas des supports différents comme l'illustration, le cinéma ou les jeux. Les entreprises de collecte des contes populaires et l'intérêt croissant pour le folklore et sa préservation, qui donnent lieu à des collectes comme Le Cabinet des fées à la fin du XVIIIe siècle et aux collectes régionales des folkloristes aux XIXe et XXe siècles (François-Marie Luzel, Paul Sébillot), peuvent également être considérés comme annonçant la naissance et le succès de la fantasy. Les contes de cette époque ne relèvent pas eux-mêmes de la fantasy mais lui fournissent une de ses principales sources d'inspiration.

### Littérature

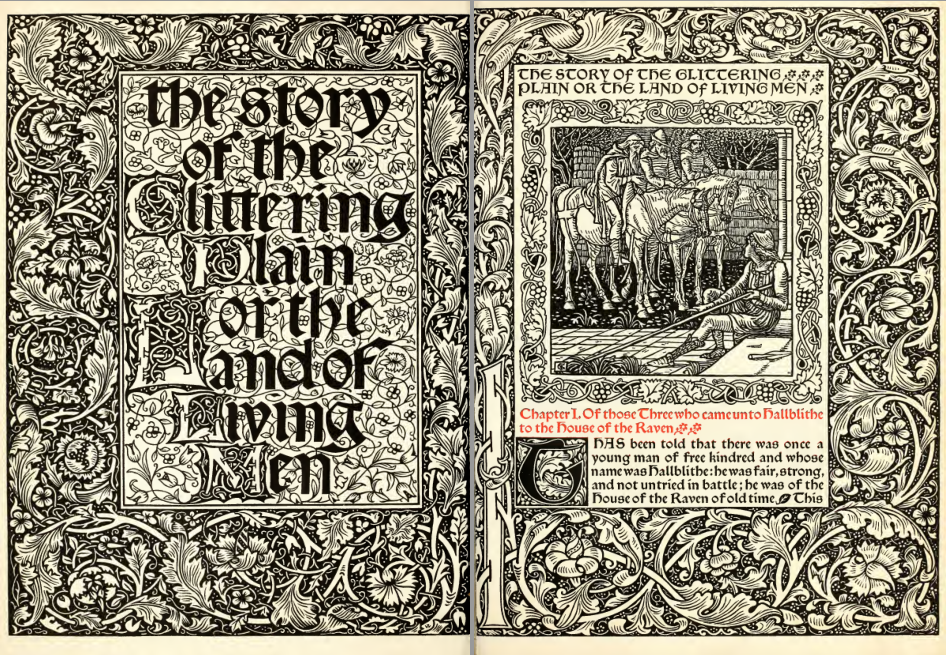
Première page du roman de William Morris La Plaine étincelante dans sa réédition de 1894, élaborée par Morris dans sa maison d'édition Kelmscott Press et illustrée par Walter Crane.

La période à laquelle les critiques s'accordent tous à voir naître la fantasy est le XIXe siècle,, avec l'auteur écossais George MacDonald (Phantastes en 1858, The Princess and the Goblin en 1872) ou encore avec l'écrivain, peintre et architecte William Morris (La Plaine étincelante en 1891, The Wood Beyond the World en 1894, La Source au bout du monde en 1896) dont l'œuvre a influencé Tolkien. Dans le même temps, la musique classique s'empare de thèmes relevant du merveilleux inspirés du folklore et des mythologies, ce qui donne naissance à des œuvres qui serviront à leur tour d'inspirations fortes aux auteurs de fantasy. L'une des œuvres les plus marquantes de cette tendance est la tétralogie de Richard Wagner L'Anneau du Nibelung (1869), qui s'inspire de la mythologie germanique et de la mythologie nordique.
Au XXe siècle, ce style commence à toucher un public plus large. En France, le roman Les Centaures d'André Lichtenberger, paru en 1904, met en scène une préhistoire alternative où centaures, tritons et faunes cohabitent avec les premiers hommes ; le roman est rattaché à l'époque au genre du fantastique avant d'être considéré a posteriori comme un précurseur de la fantasy. La littérature britannique produit des romans comme Le Serpent Ouroboros d'E. R. Eddison (1922) ou La Fille du roi des elfes (The King of Elfland's Daughter) de lord Dunsany (1924). L'une des premières romancières à aborder le genre est Hope Mirrlees avec Lud-en-Brume (1926). Les années 1930 voient L'Épée dans la pierre de T. H. White, qui s'inspire de la légende arthurienne (le roman est plus tard adapté par les studios Disney en un film d'animation, Merlin l'enchanteur, en 1963). Les années 1940 et 1950 voient s'épanouir l'œuvre de Mervyn Peake, à la fois poète, illustrateur, peintre et romancier, connu principalement pour sa suite romanesque Ghormenghast qui se déroule dans un immense château.
Dans le même temps, aux États-Unis, les revues pulp apparaissent dans les années 1890 et se multiplient au début du XXe siècle : elles publient d'innombrables nouvelles et romans en épisodes appartenant à tous les genres de littératures de l'imaginaire. À partir de 1915 apparaissent des pulps spécialisés dans l'un ou l'autre genre ; l'un de ceux qui se consacrent le plus à la fantasy est Weird Tales, qui paraît de 1923 à 1954 et publie en particulier les nouvelles du cycle de Conan le Barbare de Robert E. Howard, l'un des pères fondateurs de l'heroic fantasy. C'est aussi dans les revues pulp que Howard Phillips Lovecraft, principalement nouvelliste, publie la plupart de ses textes ; beaucoup relèvent du fantastique ou de l'horreur cosmique, mais quelques-uns sont proches de la fantasy. Clark Ashton Smith, proche de Lovecraft, écrit davantage dans ce genre. La fantasy américaine connaît également des romancières comme Evangeline Walton (qui ne connaît le succès qu'après 1945) avec son cycle des Mabinogion. En Australie, la romancière Pamela L. Travers publie en 1934 l'histoire d'une gouvernante magicienne, Mary Poppins, destinée initialement à un jeune lectorat.

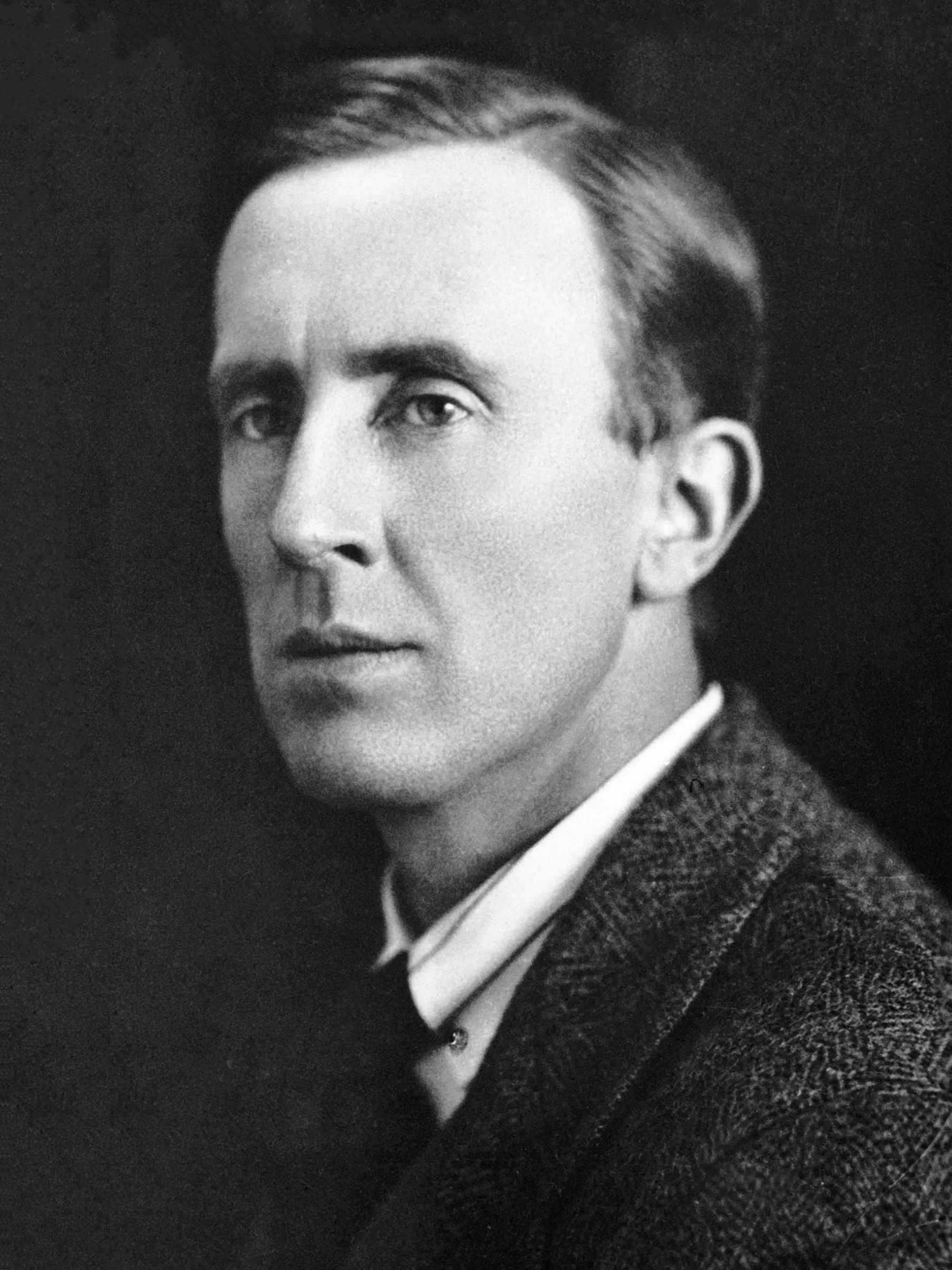
J. R. R. Tolkien, auteur britannique du Seigneur des Anneaux, ici en 1925.

C'est dans les années 1950 que la fantasy, genre devenu populaire mais manquant encore de reconnaissance, connaît un succès à la fois public et critique avec Le Seigneur des anneaux de J. R. R. Tolkien (1954-1955), qui devient l'archétype du roman médiéval-fantastique. L'« énorme météore » Tolkien n'est pas le créateur de la fantasy, loin de là, mais il opère une véritable « refondation du genre » qui explique l'importance primordiale que lui accordent les auteurs venus après lui. Le succès du Seigneur des anneaux va croissant dans les années 1950 au Royaume-Uni, puis se diffuse aux États-Unis à partir de 1965 (à la faveur d'une édition pirate) et 1966 (édition autorisée révisée par Tolkien) où le roman connaît un grand succès dans les milieux étudiants,.
En littérature, on ne compte plus le nombre de romans, de nouvelles, de sagas publiés, de qualité inégale, mais assurément teintés d'imaginaire exotique. Essentiellement anglo-saxon à l'origine, le genre se développe plus tardivement en France : il a fallu attendre 1972 pour que Le Seigneur des anneaux soit traduit aux éditions Christian Bourgois. Les traductions d'auteurs anglo-saxons dominent longtemps le marché de la fantasy en France et en Europe, mais le genre essaime peu à peu dans les différents pays, donnant naissance à de nouvelles générations d'auteurs qui illustrent le genre et le renouvellent parfois de façon originale,. En France, Les Chroniques des Crépusculaires de Mathieu Gaborit (1995) et Le Secret de Ji de Pierre Grimbert (1997) comptent parmi les premiers succès d'auteurs français, suivis par des auteurs toujours plus nombreux, y compris dans la littérature de jeunesse. Parmi les classiques européens, on trouve en Allemagne L'Histoire sans fin de Michael Ende (1979),, et en Italie Nicolas Eymerich, l'inquisiteur de Valerio Evangelisti (1994). En Angleterre, le Disque-monde de Terry Pratchett, dont la série commence en 1983 avec La Huitième couleur, devient un chef-d'œuvre de fantasy humoristique empreinte d'humour anglais. En Espagne, dans un genre un peu différent, les aventures du capitaine Alatriste d'Arturo Pérez-Reverte (à partir de 1996) réinventent le roman de cape et d'épée, tandis que des auteurs comme Javier Negrete illustrent à la fois l'heroic fantasy (avec le cycle de la Tramorée paru dans les années 2000-2010) et la fantasy mythique (Le Mythe d'Er, Seigneurs de l'Olympe).
Le genre se développe également sur d'autres continents. En Thaïlande, The Mermaid Apprentices (« Les apprenties sirènes ») et les suites de cet ouvrage de la jeune romancière Pieretta Dawn constituent l'un des exemples de l'influence de la série Harry Potter. Au Japon, la série-fleuve Guin Saga de Kaoru Kurimoto, commencée en 1979, a dépassé les 100 volumes, et Les Chroniques de la guerre de Lodoss de Ryo Mizuno paraissent à partir de 1988. Les innovations formelles et stylistiques se multiplient pour renouveler le genre, mais la forme dominante reste celle du roman, autonome ou inclus dans une suite romanesque.

### Diffusion dans d'autres médias

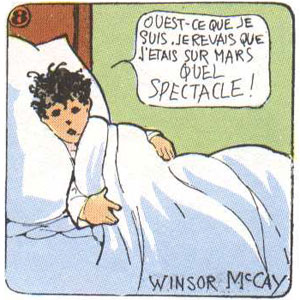
Case extraite de la BD Little Nemo in Slumberland (1905-1913) de l'Américain Winsor McCay.

Dans le domaine de la bande dessinée, la fantasy est présente dès les premiers chefs-d'œuvre du neuvième art : Little Nemo in Slumberland (1905-1913) de Winsor McCay montre un petit garçon voyageant dans le pays des rêves, où il rencontre le roi Morphée et sa fille, la Princesse. En 1937, Prince Vaillant présente une longue épopée dans un cadre inspiré de la légende arthurienne. Plus tard, en France, certaines séries parues dans Spirou relèvent de la fantasy pour la jeunesse : citons par exemple L'Épervier bleu, Hultrasson le Viking, ou encore Johan et Pirlouit de Peyo, lancée en 1954, qui se déroule dans un Moyen Âge de fantasy et où les Schtroumpfs font leur première apparition en 1958. En 1977, la série Thorgal de Jean Van Hamme et de Grzegorz Rosiński, lance véritablement le genre dans la bande dessinée francophone, au départ sans être étiquetée en tant que fantasy, mais devient une valeur sûre du genre dans les années suivantes. La Quête de l'oiseau du temps, dont le premier cycle, dessiné par Régis Loisel sur un scénario de Serge Le Tendre, paraît entre 1983 et 1987, devient également un classique. Clairement identifiée comme de l'heroic fantasy et publiée entre 1994 et 2000, la série Lanfeust de Troy rencontre un grand succès, sans doute grâce à sa dimension humoristique originale. La bonne santé de la bande dessinée en France a permis la multiplication des séries ces dernières années, donnant lieu à d'autres succès, comme la série Donjon de Lewis Trondheim et Joann Sfar, lancée en 1998.
Au cinéma, les premiers films de fantasy peuvent remonter aux dessins animés de Disney adaptés des contes de fées, ou bien au Magicien d'Oz de Victor Fleming (1939) ; mais les premiers films de fantasy proprement dits sortent sur les écrans dans les années 1970-1980, avec Conan le Barbare de John Milius (1981), Dark Crystal de Jim Henson (1982), ainsi que L'Histoire sans fin de Wolfgang Petersen (1984), Legend de Ridley Scott (1985) et Willow de Ron Howard (1988). Après un certain déclin dans les années 1990, la fantasy au cinéma connaît un regain spectaculaire avec la trilogie Le Seigneur des anneaux (2001-2003) de Peter Jackson, adaptation du classique de Tolkien, dont l'univers visuel soigné et le souffle épique confèrent aux films de fantasy une ampleur nouvelle. Les adaptations de romans et de cycles romanesques au cinéma se multiplient dans les années 2000, avec les films dérivés de Harry Potter, Le Monde de Narnia, Eragon ou de À la croisée des mondes. Avec la démocratisation des techniques de production numériques et la montée en puissance du financement participatif, certaines sociétés de production indépendantes comme Arrowstorm Entertainment se sont spécialisées dans la réalisation de films de fantasy à faible budget, mais offrant un rendu jusque-là réservé aux grands studios.
La fantasy est également très présente dans le développement des jeux de société et des jeux vidéo. Parmi les nouveaux types de jeux de société inventés à la fin du XXe siècle, le tout premier jeu de rôle, Donjons et Dragons, créé aux États-Unis en 1974 par E. Gary Gygax et Dave Arneson, se déroule dans un univers de fantasy inspiré à l'origine par Le Seigneur des Anneaux. Donjons et Dragons et la fantasy anglo-saxonne post-Tolkien inspirent à leur tour le premier jeu de cartes à collectionner, Magic : l'assemblée (lancé en 1993). Les années 1970 et 1980 voient également le développement des wargames et des jeux de figurines, dont certains délaissent la simulation de batailles historiques héritière des soldats de plomb traditionnels pour des univers fantastiques : en fantasy, le premier classique du genre est Warhammer de Games Workshop, lancé en 1983 et dont l'univers est ensuite décliné sur d'autres supports (jeu de rôle, jeux vidéo). En France, citons Confrontation (1996) de Rackham et les autres jeux situés dans l'univers d'Aarklash. Citons également, entre la fin des années 1970 et les années 1990, le concept du livre-jeu, dont le premier grand succès est Le Sorcier de la Montagne de feu (1982), qui donne naissance à plusieurs collections d'aventures de fantasy, avec des univers comme Loup solitaire.
Dans le domaine du jeu vidéo, la fantasy inspire plusieurs séries classiques dans différents genres : The Legend of Zelda (1986) et Final Fantasy (1987) pour les jeux d'aventure et de combat, Warcraft (1993) en stratégie en temps réel, Myst (1995) qui contribue fortement au développement des jeux d'aventure à énigmes en pointer-et-cliquer. Final Fantasy, créé par Hironobu Sakaguchi en 1987 au Japon, connaît un succès planétaire tout en renouvelant l'esthétique du genre avec des éléments propres à la culture nippone. Le développement des jeux en ligne massivement multijoueur donne naissance à de vastes mondes persistants de fantasy : Ultima Online (1997), EverQuest (1999), Guild Wars (2005). Le dernier grand succès du genre, World of Warcraft (2005), dérivé de l'univers de Warcraft, comptait plus de 11,5 millions d'abonnés fin 2008.

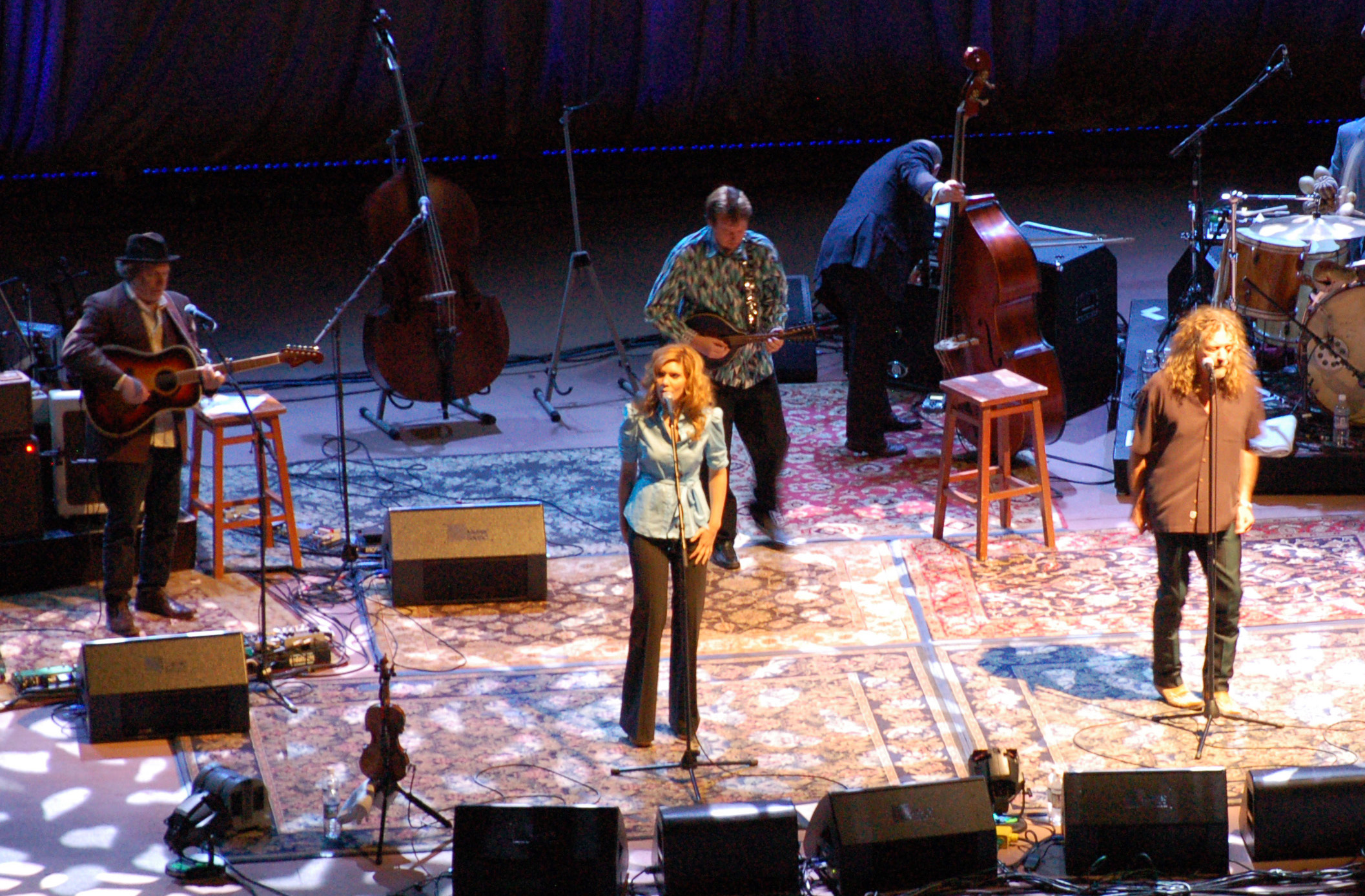
Alison Krauss et Robert Plant interprétant The Battle of Evermore, chanson de Led Zeppelin, au Red Rocks Amphitheatre de Denver en 2008.

La musique s'empare également des thèmes et des univers de la fantasy. Dans la deuxième moitié du XXe siècle, le rock progressif emprunte à la fantasy littéraire certaines de ses références : le nom de The Piper at the Gates of Dawn (1967), premier album du groupe Pink Floyd, fait référence à un chapitre du Vent dans les saules de Kenneth Grahame, un classique de la fantasy animalière, dans des chansons inspirées des contes, comme Matilda Mother ou The Gnome. Dans l'album In the Court of the Crimson King du groupe King Crimson, qui fonde le rock progressif, la chanson qui donne son nom à l'album se déroule dans un univers médiéval. Le développement dans les années 1960-1970 des albums-concepts ou encore des opéras-rock, qui racontent souvent une histoire cohérente, donne naissance à des intrigues qui relèvent parfois de la fantasy. Le metal progressif et le metal symphonique, quoique recourant plus volontiers au fantastique et à l'horreur, s'approprient également le genre : citons par exemple les albums du groupe Rhapsody of Fire, qui relatent une seule saga épique, la Saga de l'épée d'émeraude. En dehors de réalisations de cette ampleur, les groupes de rock ou de métal aiment à inclure dans leurs compositions des références à la mythologie ou aux œuvres de fantasy, de façon plus ou moins ponctuelle selon les groupes et les albums. Dans le domaine de la musique de film, les films de fantasy sont l'occasion pour les compositeurs de réaliser des bandes originales utilisant parfois des orchestres symphoniques (par exemple la bande originale pour Le Seigneur des anneaux composée par Howard Shore), parfois relevant plutôt de la musique synthétique (par exemple la BO de Legend réalisée par Tangerine Dream).

## Sous-genres

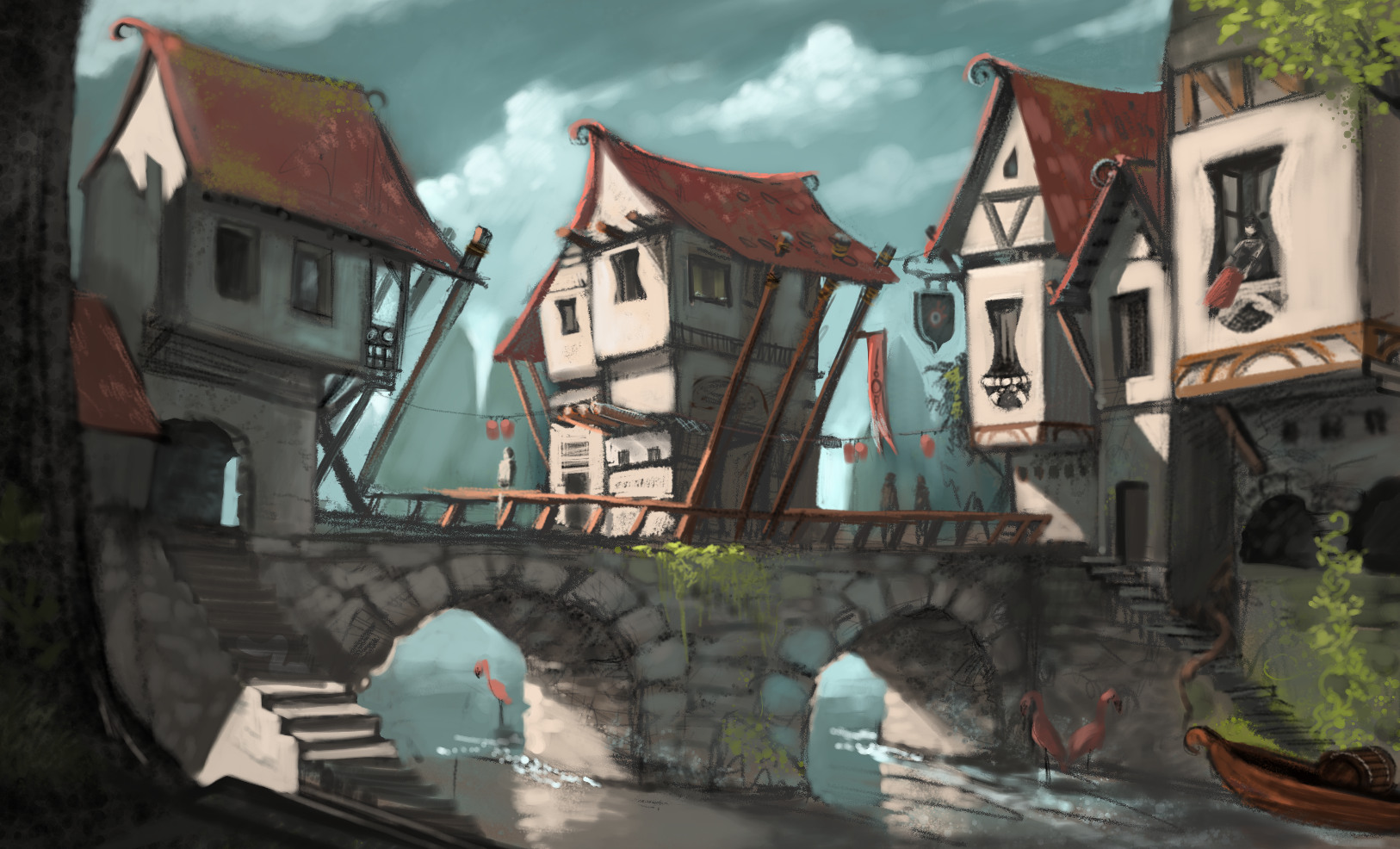
Un environnement urbain médiéval-fantastique.

La fantasy est composée de nombreux sous-genres dont les définitions, en évolution constante, varient et font l'objet de débats entre critiques littéraires, chercheurs, fans, libraires et éditeurs. De nombreux sous-genres sont en anglais, les premières catégorisations ayant été faites par des auteurs et des critiques anglo-saxons.
Parmi les classements anglo-saxons les plus connus figure la distinction thématique proposée par plusieurs universitaires américains entre deux catégories de fantasy : la high fantasy, qui se déroule exclusivement dans un monde imaginaire (avec des romans comme Le Seigneur des anneaux), et la low fantasy, dans laquelle un monde imaginaire communique avec le monde « normal » (comme Le Monde de Narnia).
Les principaux sous-genres de la fantasy distinguent différents types d'univers et les grands thèmes évoqués :
- le médiéval-fantastique (ou « med-fan »), dont les univers s'inspirent librement du Moyen Âge ;
- la fantasy historique, qui réinvente des époques précises en y mêlant des éléments de fantasy ;
- la fantasy arthurienne, héritière de la légende arthurienne ;
- la fantasy urbaine, caractérisée par son cadre contemporain et souvent urbain ;
- la fantasy orientale ou xianxia, dont les univers exotiques évoquent l'Orient ou l'Asie ;
- la fantasy animalière, où les personnages principaux sont des animaux anthropomorphisés ;
- la fantasy mythique, particulièrement proche des mythes et des contes ;
- la science fantasy, qui intègre des éléments de technologie moderne à des univers médiévaux ou antiques ;
- la space fantasy, qui mêle fantasy et space opera ;
- la weird fiction,

On distingue également plusieurs sous-genres selon la tonalité adoptée, plus ou moins sombre ou légère :
- la light fantasy, ou fantasy humoristique, qui parodie les thèmes des autres sous-genres et a recours à l'absurde ;
- la dark fantasy, sombre et pessimiste, qui préfère des univers et des récits sombres où le bien ne triomphe que rarement ou alors avec un prix à payer élevé ;
- l'heroic fantasy, qui se concentre sur des héros solitaires.

D'autres, enfin, tentent de cerner les phénomènes de rencontres entre la fantasy et d'autres genres littéraires, notamment la science-fiction et l'horreur.
La classification francophone des genres littéraires fait la distinction entre Fantasy et Merveilleux, contrairement aux anglo-saxons qui regroupent ces deux genres en un. Les différents sous-genres ci-dessus répondent à la classification anglo-saxonne et non francophone.

## Créatures récurrentes

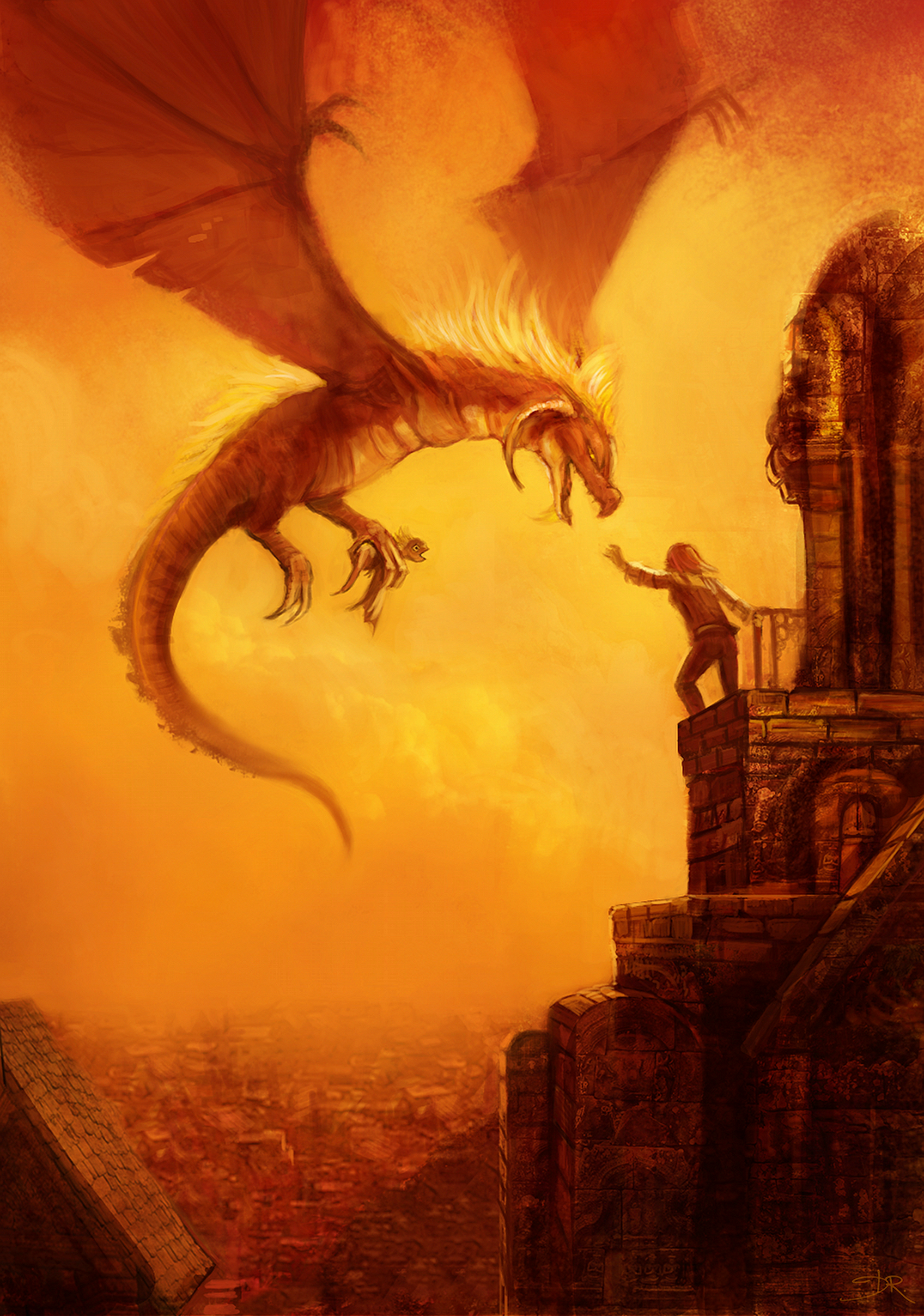
Un dragon.

D'un cycle de fantasy à l'autre, on trouve des créatures imaginaires récurrentes. Elles ont largement contribué à la construction des clichés du genre : barbares « bodybuildés » de l'heroic fantasy ou elfes et dragons de la fantasy tolkienienne. La présence d'un grand nombre de peuples et de créatures merveilleux est l'une des caractéristiques de la high fantasy, par opposition à la low fantasy où ils se font plus discrets.

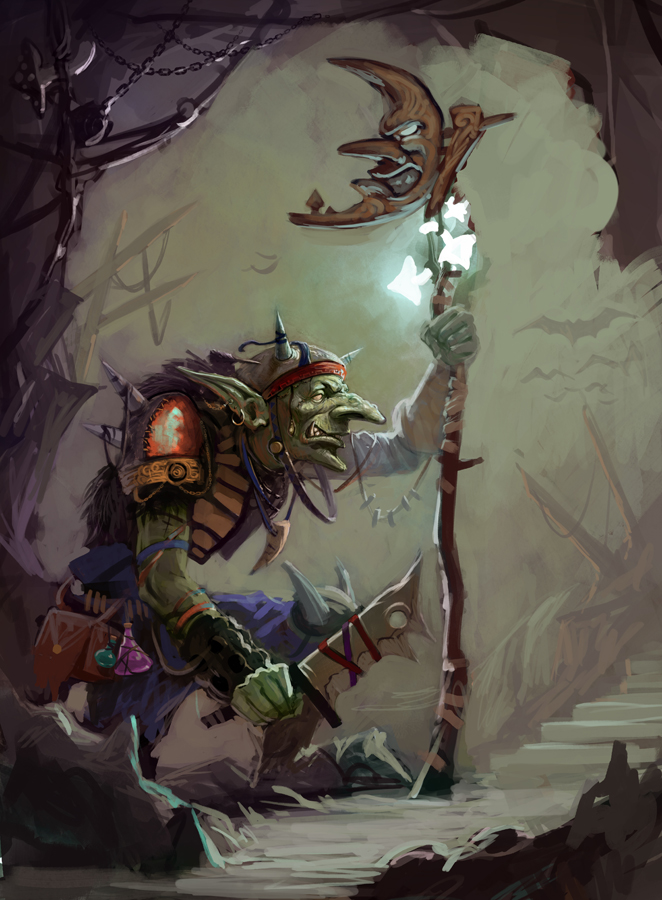
Un gobelin.

La grande majorité des créatures récurrentes des œuvres de fantasy provient des mythologies antiques, de l'imaginaire médiéval (voir à Bestiaire), des contes, et enfin des premiers univers marquants du genre, en particulier la Terre du Milieu de Tolkien, qui influence pour longtemps la conception du monde de fantasy « habituel » avec trolls, elfes, nains, orques (ou « orcs » en suivant l'orthographe anglo-saxonne), gobelins et dragons, ainsi que les hobbits qui sont une invention de Tolkien. Il convient de distinguer les différents peuples merveilleux et plus ou moins magiques des univers de fantasy, les créatures de leur faune et de leur flore, et les métiers typiques de la fantasy tels que le magicien, le sorcier ou le barbare.
La fantasy est un genre fortement marqué par ces différents archétypes ; en tant que tel, il a tendance à les reproduire afin de satisfaire l'horizon d'attente du lectorat, au risque de les changer en clichés. Cela peut expliquer la tendance de la fantasy à se parodier elle-même via la fantasy humoristique (light fantasy). Mais ces archétypes de peuples et de créatures fournissent aussi une base à partir de laquelle le genre se développe en prenant ses distances par rapport à ses composantes habituelles. Les orques sont habituellement des créatures maléfiques cantonnées à des seconds rôles peu glorieux, ce qui amène par exemple l'auteur britannique Stan Nicholls à leur donner enfin le rôle principal dans son cycle Orcs. Les elfes à la Tolkien, critiqués pour leur perfection irréprochable (ils sont plus beaux, plus intelligents, etc.), sont par la suite mis en scène dans certains univers comme des êtres orgueilleux, xénophobes voire franchement détestables, etc. On peut prendre l'exemple des Elder Scrolls. Des créatures comme le dragon, l'une des plus emblématiques du genre, sont mises en scène de manières très diverses selon les œuvres, apparaissant soit comme des prédateurs sanguinaires, soit comme des gardiens du monde pleins de sagesse, soit comme des créatures fondamentalement ambivalentes : ils héritent en cela des diverses représentations du dragon à travers le monde, du dragon carnassier de l'Occident médiéval aux dragons bienveillants d'Asie.
Les êtres et créatures merveilleux forment l'une des principales caractéristiques de la fantasy, et sont également ce par quoi elle aime à se rattacher à des origines lointaines, via la récupération et la réinvention d'éléments venus des mythologies et des folklores des différentes régions du monde. En dehors des œuvres de fiction proprement dites, l'étude des créatures merveilleuses du folklore et des mythologies du monde est poursuivie de nos jours par les auteurs se réclamant de l'elficologie.

## Romans et cycles principaux
Les romans de la liste non exhaustive ci-dessous ont durablement marqué l'histoire de la fantasy, fondé des sous-genres ou contribué à faire découvrir la fantasy à un plus large public.
- Conan le Barbare (titre original : Conan the Barbarian, 1932) de Robert E. Howard, J.-C. Lattès, 1980.
Fondateur de l'heroic fantasy dans la littérature américaine.
- Le Hobbit (titre original : The Hobbit. There and Back Again, 1937) de J. R. R. Tolkien, Stock, 1969.
Fondateur de la fantasy dans la littérature britannique.
- Un monde magique (titre original : The Dying Earth, 1950) de Jack Vance, J'ai lu, 1978 
Roman américain fondamental de la science fantasy.
- Le Monde de Narnia (titre original : The Chronicles of Narnia, 1950-1956) de C.S. Lewis, sept volumes, traductions françaises 1952-2001, Hachette, Flammarion ou Gallimard.
- Le Seigneur des anneaux (titre original : The Lord of the Rings, 1954) de J. R. R. Tolkien, Christian Bourgois, 1976.
Une des œuvres de fantasy les plus vendues au monde (200 millions d'exemplaires).
- Le Cycle d'Elric (titre original : The Elric Saga, 1961) et La Légende de Hawkmoon (titre original : The History of the Runecraft, 1967) de Michael Moorcock. Auteur prolifique, il a influencé nombre d'auteurs, musiciens et créateurs de jeux vidéo.
- Le Cycle des Princes d'Ambre (titre original : Nine Princes in Amber, 1970) de Roger Zelazny, Denoël, 1975.
- L'Histoire sans fin (titre original : Die unendliche Geschichte, 1979) de Michael Ende, Stock, 1984.
Roman fondateur de la fantasy allemande.
- La Tour sombre (titre original : The Dark Tower, 1982) de Stephen King.
- Les Chroniques de Krondor de Raymond E. Feist, 1983
- Cycle de la Compagnie noire de Glen Cook, 1984
- Le Sorceleur d'Andrzej Sapkowski, 1993
- Disque-monde (titre original : Discworld, 1983) de Terry Pratchett, L'Atalante, 1993. 
Cycle fondateur de la fantasy humoristique ou light fantasy.
- À la croisée des mondes de Philip Pullman, 1995
- Nicolas Eymerich l'inquisiteur (titre original : Nicolas Eymerich inquisitore, 1994) de Valerio Evangelisti, Rivages, 1998.
Roman fondamental de la fantasy historique et de la fantasy italienne.
- Le Trône de fer (titre original : A Song of Ice and Fire, 1996) de George R. R. Martin.
- Harry Potter (titre original Harry Potter and the Philosopher's Stone, 1997) de J.K Rowling, Bloomsbury Publishing, Gallimard, 1998.
Œuvre de fantasy la plus vendue au monde (450 millions d'exemplaires). Elle appartient plus particulièrement au sous-genre de la low fantasy.
- La Folie de Dieu (titre original : La locura de Dios, 1998) de Juan Miguel Aguilera, Au Diable Vauvert, 2004.
Roman fondamental de la fantasy historique et de la fantasy espagnole.
- Neverwhere de Neil Gaiman, J'ai lu, 1998
L'un des chefs-d'œuvre de la fantasy urbaine.

## Autres médias

### Illustration
L'illustration de fantasy se rattache à la fois à l'histoire de l'illustration, en particulier dans le domaine des contes et des livres pour la jeunesse, qui connaît son âge d'or au XIXe siècle avec des illustrateurs comme Gustave Doré, John Bauer, Arthur Rackham ou Edmond Dulac, et aussi à l'histoire de la peinture, dans la mesure où elle puise volontiers son inspiration dans des mouvements tels que le préraphaélisme, le symbolisme et le surréalisme. Elle entretient aussi des liens plus ou moins étroits avec l'illustration des livres pour la jeunesse. Si certains illustrateurs de fantasy déploient un style proche du style pompier, voire kitsch, d'autres se distinguent par des univers visuels originaux.

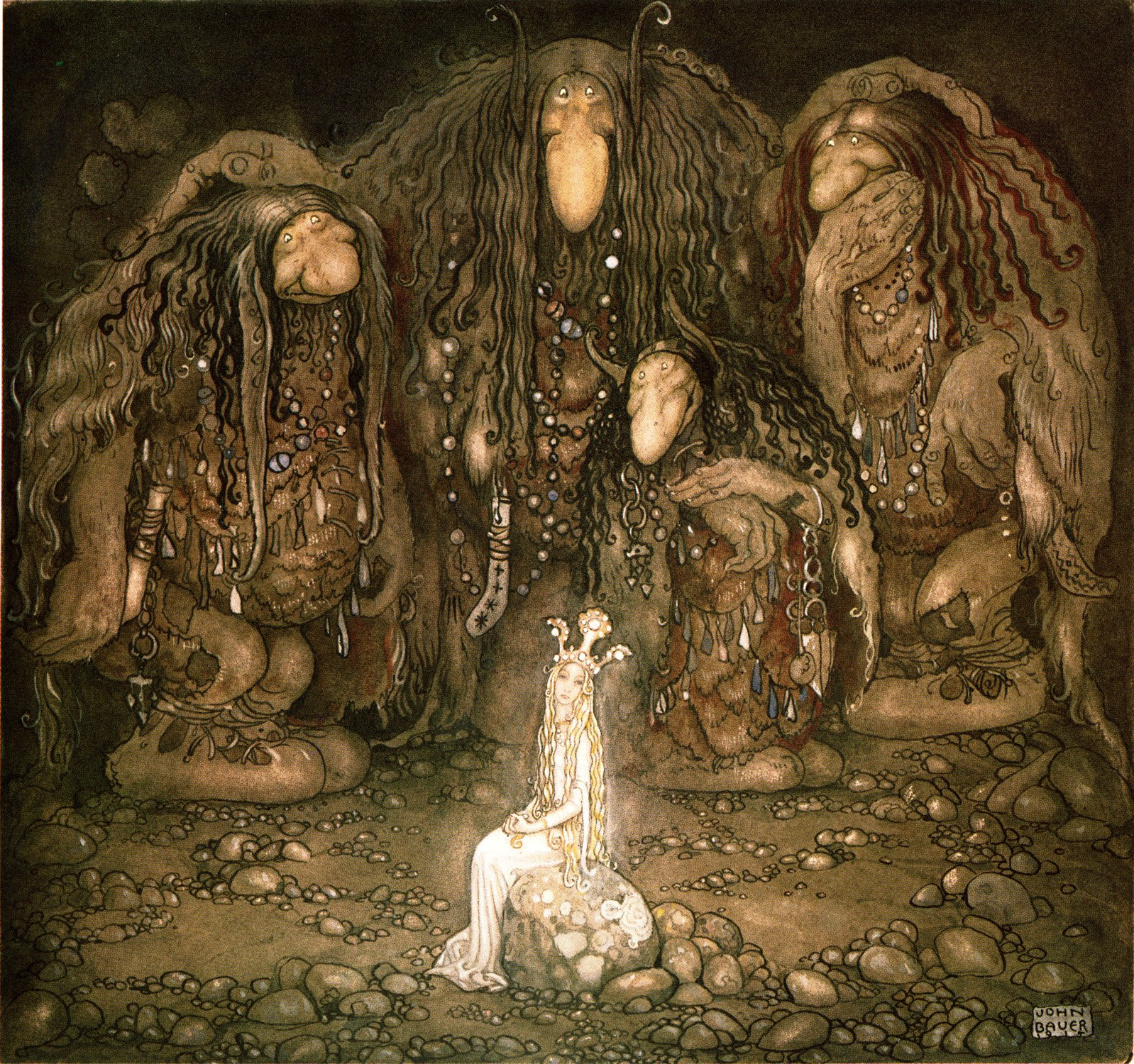
Les trolls et la princesse Tuvstarr, illustration de John Bauer (1915).

Au cours du XXe siècle, les univers de la fantasy ont massivement recours à l'image, qui joue un rôle de plus en plus grand dans l'identité du genre et de ses œuvres principales. Certaines des plus grandes œuvres de fantasy sont indissociablement liées aux illustrateurs ayant travaillé sur leurs univers : c'est le cas par exemple des illustrations de Frank Frazetta pour Conan le Barbare, de celles de John Howe, Alan Lee et Ted Nasmith pour Le Seigneur des anneaux de Tolkien ou des couvertures de Josh Kirby pour le Disque-monde créé par Terry Pratchett. D'autres ont contribué à l'identité graphique de certaines collections, comme les couvertures de Wojtek Siudmak pour la collection Presses Pocket Science-fiction à partir de 1975.
L'évolution du domaine de l'illustration se fait dans le sens d'une porosité toujours plus grande entre les différents médias, de sorte que de nombreux illustrateurs sont en fait des artistes à part entière opérant dans plusieurs secteurs.
Dans le domaine du cinéma, l'illustrateur Brian Froud joue un rôle-clé dans l'élaboration de l'univers visuel du film Dark Crystal de Jim Henson (sorti en 1982). Les peintres John Howe et Alan Lee, réputés pour leur travail d'illustration sur l'œuvre de J. R. R. Tolkien, sont employés comme concepteurs artistiques par Peter Jackson pour son adaptation cinématographique de Le Seigneur des Anneaux, dont la trilogie sort sur les écrans entre 2001 et 2003.
Le domaine des jeux de société, notamment des jeux de rôle et des jeux de cartes à collectionner, fournit un espace créatif non négligeable aux illustrateurs à partir des années 1970-1980, aux États-Unis puis en Europe. Le jeu de rôle Donjons et Dragons de TSR et le jeu de cartes Magic : l'assemblée de Wizards of the Coast rassemblent ainsi un grand nombre d'artistes et contribuent beaucoup à la création de l'imagerie de fantasy des années 1980-2000, avec dragons, barbares, sorciers etc. tandis que le jeu de rôle L'Appel de Cthulhu, lui-même adapté de l'œuvre de Lovecraft, et les jeux de la gamme de Le Monde des ténèbres de White Wolf, jouent un rôle similaire dans le domaine de la fantasy urbaine. C'est en travaillant dans ces domaines que se font connaître des illustrateurs devenus depuis des artistes reconnus et récompensés : citons par exemple Paul Bonner qui se fait connaître en travaillant pour FASA, Games Workshop et Rackham sur les univers de Mutant Chronicles, Warhammer et Rag'narok, ou bien Tony DiTerlizzi, devenu depuis un auteur-illustrateur à part entière avec Les Chroniques de Spiderwick, destinées à un jeune public, et qui sont également adaptées au cinéma par la suite (en 2008).
D'autres illustrateurs s'orientent plutôt vers le domaine des jeux vidéo : citons par exemple le travail de Yoshitaka Amano sur l'univers des Final Fantasy ou celui de Samwise Didier et Chris Metzen sur les univers de Warcraft, Diablo et StarCraft, licences principales de Blizzard Entertainment.
D'autres artistes travaillant comme illustrateurs deviennent dans le même temps des auteurs de bande dessinée : c'est le cas par exemple de Caza, auteur du cycle Le Monde d'Arkadi, ou de Florence Magnin, qui dessine et scénarise L'Héritage d'Émilie.
Dans le même temps, le genre du livre illustré, déjà bien installé, reste extrêmement fécond. Il s'appuie sur les univers de la littérature d'enfance et de jeunesse : citons par exemple les Moumines de l'artiste finlandaise Tove Jansson (créés dans les années 1940), Max et les maximonstres de Maurice Sendak (1963), voire, parmi les classiques plus anciens, les aventures de Babar. Mais le genre du livre illustré s'étend de plus en plus à un public adolescent et adulte, avec des ouvrages peut-être inspirés par les manuels de jeu de rôle, qui recourent volontiers à la forme du récit de voyage, du grimoire du sorcier ou du guide touristique pour présenter en détail des créatures comme le dragon (sous forme d'ouvrages de dracologie) ou des pays imaginaires entiers.
En définitive, le métier d'illustrateur s'ouvre de plus en plus à la communication entre les différents médias. Les illustrateurs naviguent de plus en plus facilement d'un support à l'autre, certains devenant même de véritables concepteurs visuels. Cette porosité entre les différents secteurs de l'image reflète les multiples voies de passage actuelles entre les différents médias, ce qui s'explique par le fait qu'un même univers ou monde imaginaire de fantasy peut être facilement exploré (ou exploité, selon les points de vue) sur différents supports, aussi bien des romans que des bandes dessinées, des films ou des jeux.

### Bande dessinée

#### Bande dessinée occidentale
On peut considérer Little Nemo in Slumberland (1905-1913) de Winsor McCay comme l'une des premières BD de fantasy : Nemo voyage dans le pays des rêves, où il rencontre le roi Morphée et sa fille, la Princesse. Popeye (1929) contient un élément de fantasy en la personne de Haggy, la sorcière des mers, mère de Brutus. En 1937, Prince Vaillant présente une longue épopée dans un cadre inspiré de la légende arthurienne.

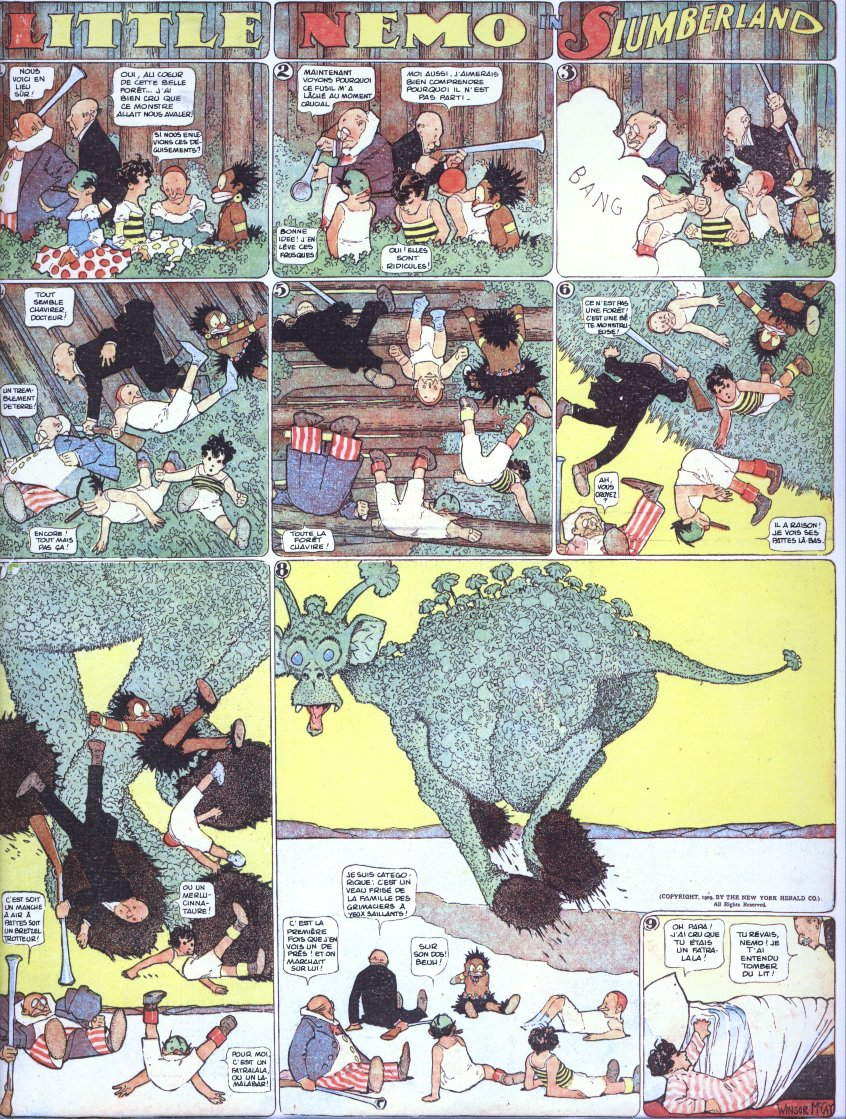
Une planche de Little Nemo in Slumberland (1905) mettant en scène une créature merveilleuse.

En France, certaines séries parues dans Spirou à partir des années 1950 relèvent de la fantasy pour la jeunesse. Citons par exemple L'Épervier bleu, Hultrasson le Viking, ou encore Johan et Pirlouit de Peyo, lancée en 1958, qui se déroule dans un Moyen Âge de fantasy et où les fameux Schtroumpfs font leur première apparition en 1958. Astérix (1959) correspond à la définition du genre, puisqu'une composante de merveilleux est présente via la potion magique de Panoramix, mais la série ne se réclame pas du genre et on la range plutôt parmi les bandes dessinées historiques, malgré les nombreuses libertés prises avec l'Histoire. En 1977, la série Thorgal de Jean Van Hamme et de Grzegorz Rosiński, dont les premières histoires paraissent dans Tintin en 1979, lance véritablement le genre dans la bande dessinée francophone, toujours sans être étiquetée en tant que fantasy (elle mêle en effet des éléments de fantasy et de science-fiction). Elle devient au fil du temps une valeur sûre du genre, avec un univers mêlant mythologie nordique et références historiques au haut Moyen Âge. Quelques années plus tard, Rosiński et Van Hamme réalisent ensemble une histoire autonome tout aussi frappante avec Le Grand Pouvoir du Chninkel, une étrange relecture du Nouveau Testament dans un univers de fantasy, publiée d'abord par épisodes dans la revue (À SUIVRE) à partir de 1986 puis deux ans plus tard en album.
En Italie, la fameuse série Corto Maltese d'Hugo Pratt présente plusieurs éléments de fantasy : en effet, dans l'album Les Celtiques, le protagoniste se retrouve mêlé à une histoire impliquant la fée Morgane, Merlin, Puck et Obéron et se lance à la recherche du continent de Mû dans le tome éponyme.
La Quête de l'oiseau du temps, dont le premier cycle, dessiné par Loisel sur un scénario de Le Tendre, est publiée en épisodes dans la revue Imagine en 1975, puis paraît en albums entre 1983 et 1987 : elle devient également un classique du genre, et fait connaître Loisel. Celui-ci se lance en 1990 dans Peter Pan, une adaptation de Barrie, œuvre de longue haleine puisque le sixième et dernier tome paraît en 2004. Légendes des Contrées Oubliées, de Chevalier et Ségur, paraît entre 1987 et 1992 et connaît une adaptation en jeu de rôle. Clairement identifiée comme de l'heroic fantasy et publiée entre 1994 et 2000, la série Lanfeust de Troy rencontre un vif succès : l'univers de Troy est ensuite décliné en plusieurs autres séries et adapté à divers supports. La bonne santé de la bande dessinée en France permet la multiplication des albums et des séries originales, donnant lieu à d'autres succès, comme Donjon de Lewis Trondheim et Joann Sfar, autre série de fantasy humoristique lancée en 1998, ou De cape et de crocs d'Ayroles et Masbou, lancée en 1995, série de fantasy animalière truffée de références à la littérature classique.

#### Mangas
Parmi les mangas japonais qui commencent à être publiés et connus en France à partir des années 1990, citons les principaux univers de fantasy que représentent Dragon Ball d'Akira Toriyama (publié à partir de 1984 au Japon et de 1993 en France) qui s'inspire du roman fantastique chinois Le Voyage en Occident, Sailor Moon (publié à partir de 1994 au Japon, 1995 en France) qui lance le genre de la magical girl, Ranma ½ (publié en France à partir de 1994) où les personnages principaux sont victimes de malédictions cocasses, Fly (Dragon Quest : La Quête de Daï, publié à partir de 1989 au Japon et en France en 1996 à la suite de la diffusion de l'anime Fly), qui s'inspire des jeux vidéo Dragon Quest, Kenshin le vagabond (publié au Japon à partir de 1994, en France en 1996) qui se déroule pendant l'époque d'Edo, ainsi que des classiques plus anciens comme Le Roi Léo d'Osamu Tezuka (publié au Japon à partir de 1950). Parmi les succès récents, citons Naruto (publié au Japon depuis 1999, en France depuis 2002) qui connaît un succès immense en racontant les aventures d'un jeune ninja dans un Japon peuplé de créatures mythologiques, Death Note (depuis 2003) où un lycéen se retrouve en possession d'un cahier aux pouvoirs inquiétants ayant appartenu à un dieu de la mort, Fullmetal Alchemist (depuis 2001) relatant la quête de deux alchimistes en quête de la pierre philosophale dans un pays où l'alchimie tient une place primordiale, ou encore Yu-Gi-Oh! (depuis 1996) où un jeune garçon se trouve possédé par l'esprit d'un pharaon dont le destin est lié à un puissant jeu de cartes magique.

#### Bandes dessinées en ligne
Parmi les récentes bandes dessinées en ligne, beaucoup abordent des thèmes liés à la fantasy, soit directement en décrivant des univers merveilleux, soit indirectement, via l'évocation et la satire du monde des jeux de rôle, jeux vidéo, jeux de société et autres aspects de la culture geek. Citons par exemple Dork Tower (1997), créée par le dessinateur et illustrateur de jeux John Kovalic, qui met en scène des rôlistes, des gamers et des geeks.

### Musique
Les univers de la fantasy littéraire entretiennent souvent des rapports étroits avec la musique, via l'archétype du barde ou du ménestrel ; on pense aussi aux nombreux poèmes, souvent chantés ou accompagnés de musique, présents dans l'œuvre de J. R. R. Tolkien. La présence de la fantasy dans le domaine musical proprement dit peut revêtir deux formes. D'un côté, la composition de morceaux ou d'œuvres entières puise parfois aux mêmes sources que la fantasy et décrit le même genre d'univers, à savoir des univers merveilleux sur des thèmes mythologiques, légendaires ou folkloriques. D'un autre côté, on trouve dans certaines compositions des références explicites à des œuvres littéraires de fantasy ; cette pratique tend actuellement à se répandre dans certains genres musicaux comme le rock, le metal ou la variété.

#### XIXe–XXesiècles

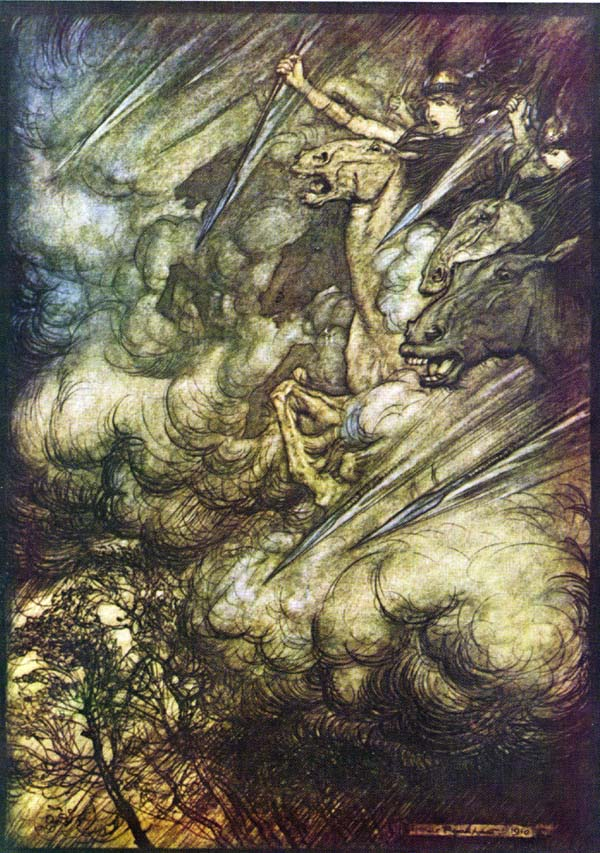
La chevauchée des Walkyries (1910), illustration d'Arthur Rackham pour La Walkyrie de Wagner.

Le merveilleux n'apparaît pas subitement dans la musique classique au XIXe siècle : comme dans tous les arts, les sujets puisés dans la mythologie gréco-romaine et la Bible existent déjà depuis longtemps, mais ce n'est qu'au XIXe siècle que l'on assiste à un intérêt général porté au folklore, aux contes et aux mythes entendus comme productions d'un imaginaire populaire, dont les compositeurs s'emparent pour réaliser des œuvres originales. Il y a bien sûr des exceptions plus anciennes, dont la plus fameuse est sans doute l'opéra La Flûte enchantée de Mozart (1791), qui s'inspire de plusieurs recueils de contes pour élaborer un univers allégorique.
Au XIXe siècle, l'influence du romantisme dans le domaine musical conduit de nombreux compositeurs à puiser leur inspiration dans le folklore. En Russie, le Groupe des Cinq donne naissance à plusieurs compositions de ce type : Mikhaïl Glinka, principal inspirateur du groupe, compose Rouslan et Ludmila (1842), d'après le poème de Pouchkine, lui-même inspiré de contes russes. Ce type d'inspiration se retrouve dans les compositions de Moussorgski (les Tableaux d'une exposition, composés en 1872) puis les opéras de Rimski-Korsakov (Kachtcheï l'immortel, 1902 ; La Légende de la ville invisible de Kitège et de la demoiselle Fevronia, 1904). En Norvège, Edvard Grieg compose une musique de scène pour la pièce d'Ibsen Peer Gynt (1876), qui relate les aventures d'un antihéros menteur et sans scrupule qui séjourne notamment chez les trolls ; la musique de Grieg connaît un succès immense et est très souvent reprise par la suite.
Le compositeur le plus influent de cette époque est sans aucun doute Richard Wagner, dont la tétralogie L'Anneau du Nibelung (créée en 1876 à Bayreuth) marque l'histoire de la musique classique et constitue pour ainsi dire, par son ampleur et son souffle épique, une sorte de Seigneur des anneaux musical. Wagner s'inspire très librement de La Chanson des Nibelungen, épopée médiévale allemande du XIIIe siècle, qu'il réinvente et modifie substantiellement. Tout comme le Ring, les autres opéras de Wagner, qu'il s'agisse d'œuvres de jeunesse comme Tristan et Isolde (1865) ou de l'opéra de la maturité qu'est Parsifal (1882), s'inspirent également du merveilleux médiéval, en particulier de la matière de Bretagne et des romans de Chrétien de Troyes.
Le XIXe siècle français, plutôt porté vers le mélodrame, la comédie bourgeoise (et son avatar lyrique qu'incarne l'opéra-comique) et l'opéra historique, ne développera essentiellement ce goût pour le merveilleux que dans les ballets romantiques dont les plus connus sont La Belle au bois dormant (1829) de Louis-Joseph-Ferdinand Hérold ou Giselle ou les Willis (1841) d'Adolphe Adam. Toutefois, en parallèle puis en réaction au drame wagnérien, la tradition du Grand opéra va parfois se mêler avec la fantasie, notamment dans des chefs-d'œuvre comme Sigurd (1884) d'Ernest Reyer, Le Roi d'Ys (1888) d'Édouard Lalo, Le Roi Arthus d'Ernest Chausson ou encore Fervaal (1897) de Vincent d'Indy.
Dans les années suivantes, citons les ballets de Tchaïkovski La Belle au bois dormant (1890) d'après Perrault et Casse-noisette (1892), qui fournira la matière à l'une des séquences de Fantasia de Disney.
Au début du XXe siècle, citons, en France, l'œuvre de Maurice Ravel, qui aime à recourir au conte et au merveilleux en général. Citons des compositions inspirées de poèmes, comme les mélodies de Shérérazade (1904) inspirée de Klingsor et, plus connu, Gaspard de la nuit d'après les poèmes en prose d'Aloysius Bertrand, mais aussi des compositions directement inspirées de contes, comme la suite pour piano Ma mère l'Oye (1908-1912) d'après Perrault. Ravel réalise également une version orchestrale des Tableaux d'une exposition de Moussorgski en 1922. L'intérêt du compositeur pour le monde enfantin se marie avec son goût du merveilleux dans L'Enfant et les Sortilèges (1925), une fantaisie lyrique dont le livret est écrit par Colette. La Grèce antique et sa mythologie fournissent également une source d'inspiration aux compositeurs de l'époque, avec des ballets relevant du merveilleux mythologique, comme L'Après-midi d'un faune (1912) de Debussy d'après Mallarmé, ou Daphnis et Chloé (1912) de Ravel, d'après le roman grec de Longus.
Durant cette même période, les compositeurs russes recourent encore régulièrement à ce type d'inspiration. En 1910, le ballet L'Oiseau de feu d'Igor Stravinsky, encore une fois adapté d'un conte, remporte un immense succès. Serge Prokofiev présente, avec L'Amour des trois oranges (1921), un opéra situé dans un univers médiéval merveilleux et mettant en scène un prince assisté d'un mage. On ne peut pas ne pas citer aussi, malgré l'absence de merveilleux, son fameux conte musical pour enfants, Pierre et le loup (1936).

#### FinXXeet début duXXIesiècle
Dans la deuxième moitié du XXe siècle, le rock progressif emprunte au genre certaines de ses références. Le nom de The Piper at the Gates of Dawn (1967), premier album du groupe Pink Floyd, fait référence à un chapitre du Vent dans les saules de Kenneth Grahame, un classique de la fantasy animalière, avec des chansons inspirées des contes, comme Matilda Mother ou The Gnome. De même, on trouve parfois des thèmes médiévaux-fantastiques chez Led Zeppelin, par exemple la chanson The Battle of Evermore dans Led Zeppelin IV (1971). Le groupe fait plusieurs références au Seigneur des Anneaux de Tolkien dans des chansons comme Ramble On (1968) ou Over the Hills and Far Away (1973),. Dans l'album In the Court of the Crimson King du groupe King Crimson, qui fonde le rock progressif, la chanson qui donne son nom à l'album se déroule dans un univers médiéval-fantastique. L'attachement des milieux du rock à la fantasy transparaît également dans un projet (jamais abouti) d'adaptation cinématographique du Seigneur des Anneaux entamé par le groupe britannique des Beatles mais qui s'était heurté au refus de l'auteur. La musique metal s'empare à son tour des thèmes de la fantasy, d'abord à partir de références à l'univers de Tolkien chez des groupes comme Battlelore, Black Jade ou Summoning ; ce dernier groupe chante quelques chansons en langue orque.
Le développement dans les années 1960-1970 des albums-concepts ou encore des opéras-rock, qui racontent souvent une histoire cohérente, donne naissance à des intrigues qui relèvent parfois de la fantasy. Ainsi Seventh Son of a Seventh Son d'Iron Maiden s'inspire des Chroniques d'Alvin le Faiseur d'Orson Scott Card dont le premier tome est Le Septième fils). Le metal progressif et le metal symphonique, quoique recourant plus volontiers au fantastique et à l'horreur, s'approprient également le genre. Les albums du groupe Rhapsody of Fire, à partir de Legendary Tales (1997), relatent une seule saga épique, la Saga de l'épée d'émeraude. Les Allemands de Blind Guardian composent un concept-album basé sur Le Silmarillion, intitulé Nightfall in Middle-Earth (1998) et qui rencontre un grand succès. Le groupe Ayreon développe un cadre général de science-fiction, mais ses premiers albums relèvent de la fantasy par le biais de voyages dans le temps (Ayreon - The Final Experiment, en 1995, qui se rattache à la légende arthurienne, ou encore Into the Electric Castle en 1998). Les albums du groupe de rock français Dionysos, en lien étroit avec les romans de Mathias Malzieu, naviguent entre le fantastique, la fantasy mythique à l'atmosphère de conte (Monsters in love, 2005) et le steampunk (La Mécanique du cœur, 2007). En dehors de réalisations de cette ampleur, les groupes de rock ou de métal aiment à inclure dans leurs compositions des références à la mythologie ou aux œuvres fantasy, de façon plus ou moins ponctuelle selon les groupes et les albums. C'est le cas notamment d'Amon Amarth dont le viking metal plonge dans les racines scandinaves pour donner naissance à Twilight of the Thunder God (2008).
La chanson française n'a jamais dédaigné les thèmes du merveilleux et les auteurs-compositeurs-interprètes les plus connus y ont souvent recours de manière ponctuelle : citons par exemple « Le Grand Pan » (1964) de Georges Brassens ou « L'Enfant Phare » (1997) de Claude Nougaro. Certaines chansons font explicitement référence à des œuvres littéraires de fantasy, comme « Tom Bombadilom » (1988) de Jacques Higelin, qui reprend le personnage de Tolkien. En 1998, le groupe de rap celtique Manau remporte un énorme succès avec « La Tribu de Dana » (disque de diamant). Plus récemment, citons par exemple, en chanson à texte, « Fantaisie héroïque » (2005) de Juliette, qui évoque les jeux vidéo de fantasy.
Dans le domaine de la musique de film, les films de fantasy sont l'occasion pour les compositeurs de réaliser des bandes originales utilisant parfois des orchestres symphoniques (par exemple la bande originale de Le Seigneur des anneaux composée par Howard Shore), parfois relevant plutôt de la musique synthétique (par exemple la BO de Legend réalisée par Tangerine Dream).

#### Sagas audio numériques

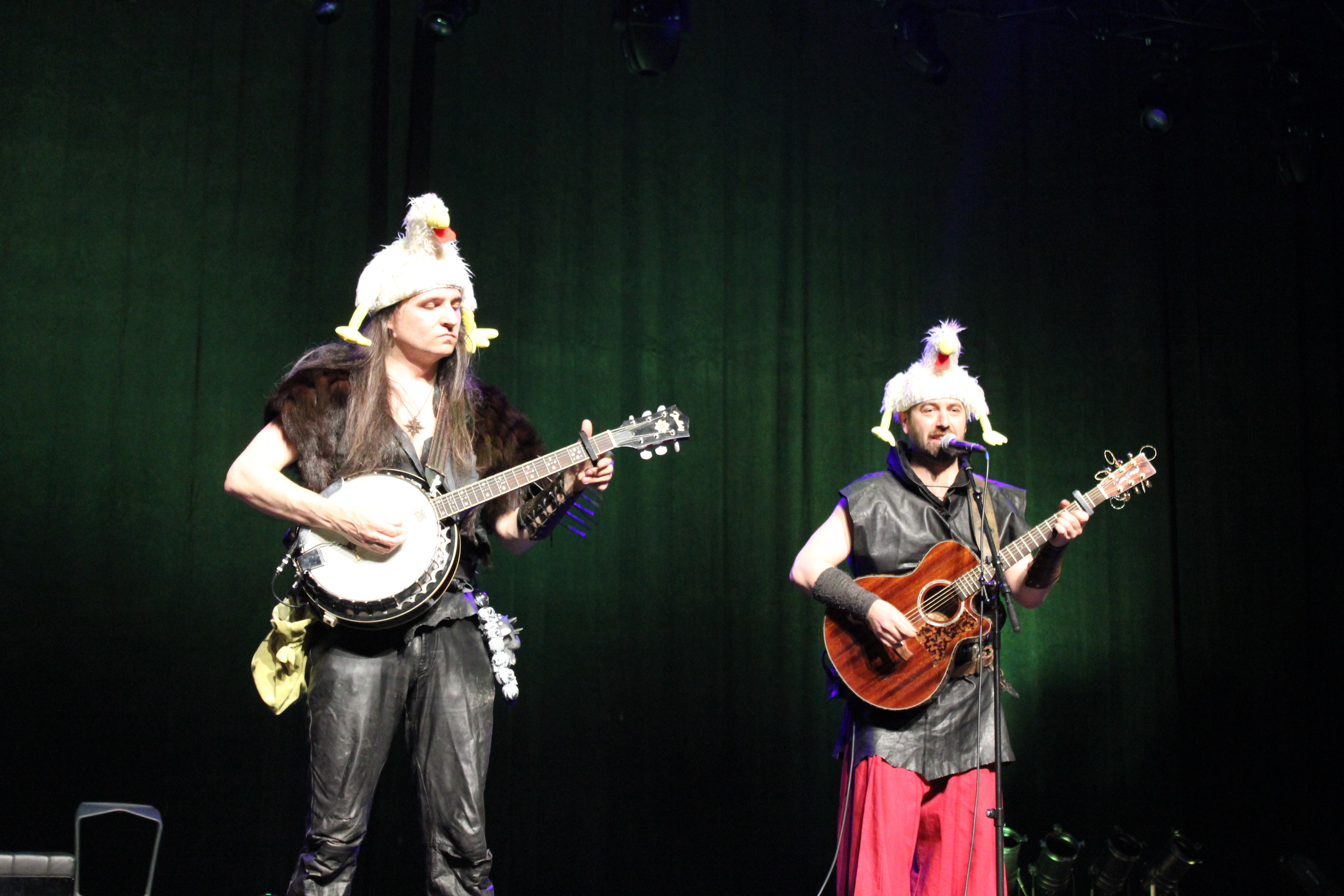
Musiciens du Naheulband, groupe dérivé de la saga de Naheulbeuk.

Le genre tout récent des sagas MP3, qui se présentent sous forme de feuilletons audio écoutables et téléchargeables sur Internet, connaît son premier succès en France avec une série fantasy humoristique, Le Donjon de Naheulbeuk, créée en 2001 par John Lang et diffusée gratuitement sur le Web. La série remporte un grand succès en France (en octobre 2006, les nouveaux épisodes étaient téléchargés 80 000 fois durant le mois suivant leur sortie) et donne lieu ensuite à des adaptations sur d'autres supports (BD, roman, figurines). On peut également citer la série Reflets d'Acide, créée par JBX, qui est une parodie du jeu de rôle Donjons et Dragons (et donnera lieu à la création d'un jeu de rôle: Reflets d'Acier), ou le podcast des frères McElroy, The Adventure Zone. Il est remarquable que ces séries audio, conçues sur le modèle des feuilletons radiophoniques avec dialogues, bruitages et musique de fond, donnent également lieu à la création de chansons à part entière, diffusées d'abord sous forme de fichiers MP3 mais susceptibles d'être chantées ensuite dans de véritables concerts live.

### Cinéma

#### Films en images réelles
On peut considérer Le Magicien d'Oz de Victor Fleming, sorti en 1939, comme l'un des premiers films de fantasy, adressé surtout au jeune public. Certains péplums italiens des années 1950 et 1960, par exemple ceux mettant en scène Hercule et Maciste, s'inspirent si librement de la mythologie qu'ils constituent de véritables précurseurs aux films de fantasy des années 1980, même si on préfère les rattacher au genre du péplum : citons par exemple Hercule à la conquête de l'Atlantide de Vittorio Cottafavi (1961) ou Maciste en enfer de Riccardo Freda (1962). Les effets spéciaux de Ray Harryhausen sur certains de ces péplums, en particulier Le Septième Voyage de Sinbad (1958) ou Jason et les Argonautes de Don Chaffey (1963), marquent l'histoire des effets spéciaux et préparent le terrain à ceux des films de fantasy.
Parmi les films britanniques relevant de l'absurde et du merveilleux, Monty Python : Sacré Graal !, sorti en 1975, peut se rattacher au genre dans la mesure où il parodie la légende arthurienne. De même, l'imaginaire du réalisateur Terry Gilliam s'inspire en bonne partie de l'univers des contes de fées, en particulier pour certains de ses premiers films, Jabberwocky (1975) et Bandits, bandits (1981).

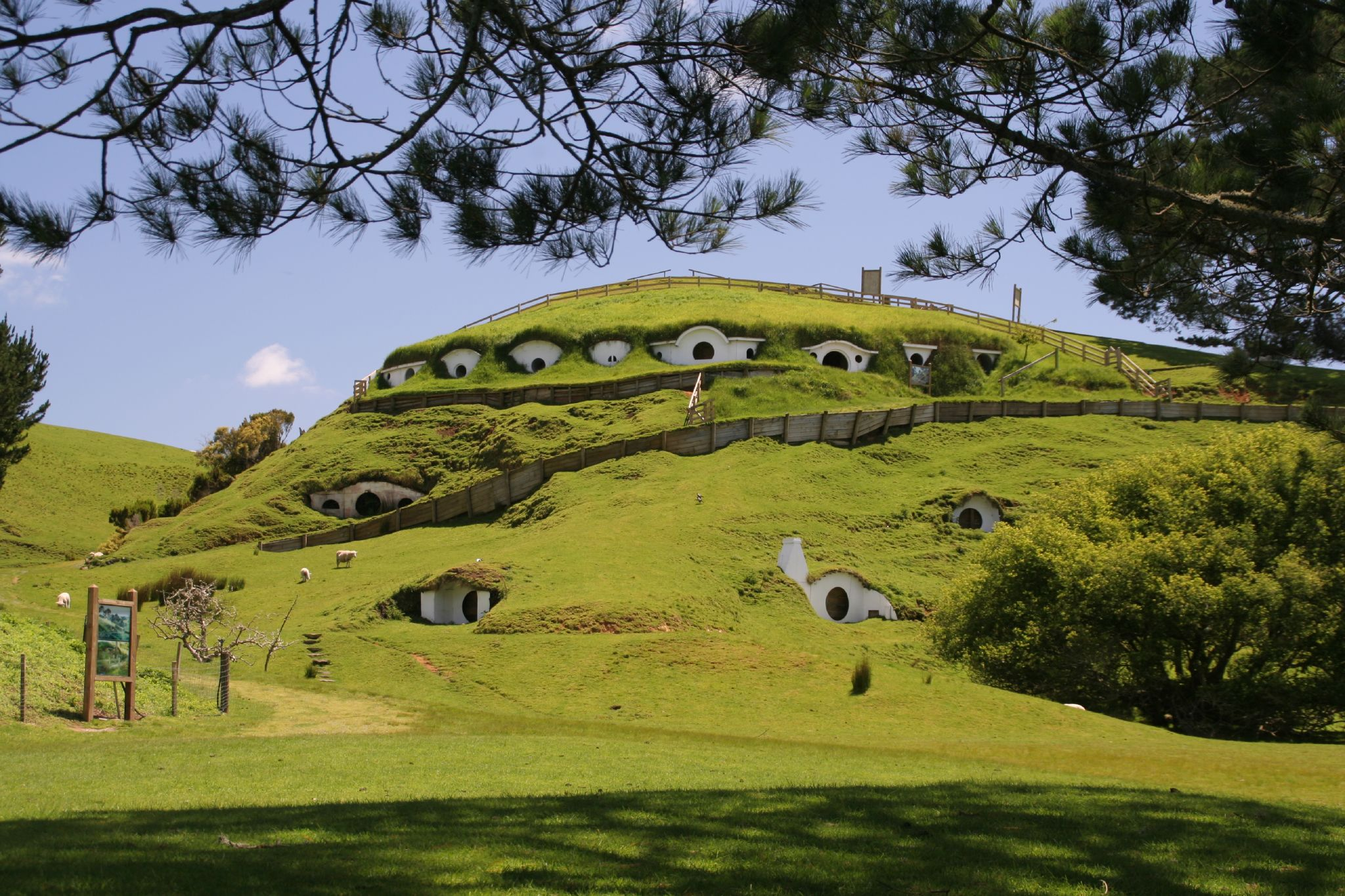
Décor près de Matamata (Nouvelle-Zélande) représentant Hobbitebourg, village de la Comté, dans l'adaptation du Seigneur des Anneaux par Peter Jackson en 2001-2003.

Mais c'est le cinéma du début des années 1980 qui apporte à la fantasy son second succès public après le domaine romanesque. En 1981, Conan le Barbare, de John Milius, adapté des romans de Robert E. Howard, fait un carton au box-office avec un héros créé cinquante ans plus tôt et consacre Arnold Schwarzenegger. La même année, Excalibur, de John Boorman, connaît lui aussi un succès phénoménal. L'année suivante, Dark Crystal, réalisé par Jim Henson et Frank Oz, frappe par son univers très original inspiré de l'œuvre de l'illustrateur Brian Froud et sa technique originale utilisant des marionnettes ; le film devient rapidement un classique de la fantasy au cinéma. Jim Henson réalise aussi Labyrinthe, moins connu, en 1986, qui mêle marionnettes et acteurs (notamment David Bowie dans le rôle du roi gobelin). En 1984, Wolfgang Petersen adapte au cinéma le roman le plus fameux de la fantasy allemande avec L'Histoire sans fin. En 1985 sort Legend de Ridley Scott, mettant en scène un univers proche des contes de fées où les héros luttent contre le démon Darkness. Kalidor, sorti la même année et comptant sur le succès de Schwarzenegger, adapte une nouvelle fois l'univers de Robert E. Howard et campe Brigitte Nielsen en Red Sonja, mais marque moins les mémoires. En 1988, Willow de Ron Howard, sur un scénario de George Lucas et Bob Dolman, devient un film culte malgré un premier accueil en demi-teinte.
Après une longue éclipse cinématographique durant les années 1990, la fantasy redevient à la mode au tournant du XXIe siècle. Au début des années 2000, Peter Jackson réalise en trois films l'adaptation de Le Seigneur des Anneaux, qui rencontre un grand succès critique et commercial, notamment grâce aux progrès réalisés dans le domaine des effets spéciaux, et confère une ampleur nouvelle à la fantasy cinématographique. Chris Columbus, quant à lui, adapte au cinéma, dès 2001, les différents épisodes d'Harry Potter. En 2005, c'est au tour d'un livre méconnu en France mais culte au Royaume-Uni, Le Lion, la Sorcière blanche et l'Armoire magique, second tome de Le Monde de Narnia de C. S. Lewis, d'être adapté, suivi en 2006 par Eragon, adaptation du roman de Christopher Paolini et en 2007 par Stardust, le mystère de l'étoile, adaptation du roman de Neil Gaiman. Contrairement à la tendance des années 1980 où beaucoup de films de fantasy étaient des histoires originales, les films des années 2000 comprennent une majorité d'adaptations d'œuvres littéraires ou d'univers de jeux.

#### Films d'animation

##### Europe
Les débuts de l'animation sont sans aucun doute marqués par le recours à la fantasy. L'animation française a recours, très tôt, aux contes et légendes, puis à des intrigues originales relevant du merveilleux. Le tout premier dessin animé sur pellicule, réalisé par Émile Courtet et intitulé Fantasmagorie (1908), a fréquemment recours aux métamorphoses et à l'absurde caractéristique du mouvement des Arts Incohérents. Émile Courtet exporte ensuite sa technique aux États-Unis, où elle sera développée par les pionniers de l'animation tels que Winsor McCay (avec Gertie le dinosaure en 1914) et Walt Disney. Un peu plus connu, Le Roman de Renard de Ladislas Starevitch (1929) adapte à l'écran le Roman de Renart en employant des marionnettes animées image par image. Les dessins animés de Jean Image ont également recours au merveilleux à partir de sujets de fables. Le film d'animation le plus connu de Paul Grimault, Le Roi et l'Oiseau (dont la version définitive est terminée en 1979), s'inspire librement du conte d'Andersen La Bergère et le Ramoneur, en y ajoutant de nombreux éléments et personnages créés par Jacques Prévert, comme le tyran Charles 5 + 3 = 8 + 8 = 16 de Takicardie, l'Oiseau ou le gigantesque Automate. Si l'autre chef-d'œuvre de l'animation française dans les années 1970, La Planète sauvage de René Laloux (1973), relève plutôt de la science-fiction, il comprend également une part de fantasmagorie, car les dessins de Roland Topor créent un univers extra-terrestre à la faune et à la flore étranges, rattachables au surréalisme. Mais ce sont plutôt les films de Jean-François Laguionie, Gwen, le livre de sable (1984), Le Château des singes (1999) et L'Île de Black Mór (2005) qui se rattachent le mieux au genre tout en le renouvelant par leur poésie et leurs univers visuels variés. En 1998, Michel Ocelot réalise Kirikou et la Sorcière, qui remporte un grand succès : Michel Ocelot s'inscrit dans la continuité des contes, et poursuit dans cette voie avec Princes et Princesses (2000) puis Azur et Asmar (2006). En 2003, Les Enfants de la pluie de Philippe Leclerc, sur des dessins de Caza, présente un univers de fantasy librement inspiré du roman de Serge Brussolo À l'image du dragon.
En 2006, Luc Besson se lance à son tour dans la fantasy avec Arthur et les Minimoys Les parodies ou les variantes sur les univers de contes inspirent plusieurs autres longs-métrages, comme Chasseurs de dragons (2008) d'après la série animée éponyme, ou La Véritable Histoire du chat botté (2009).

##### États-Unis

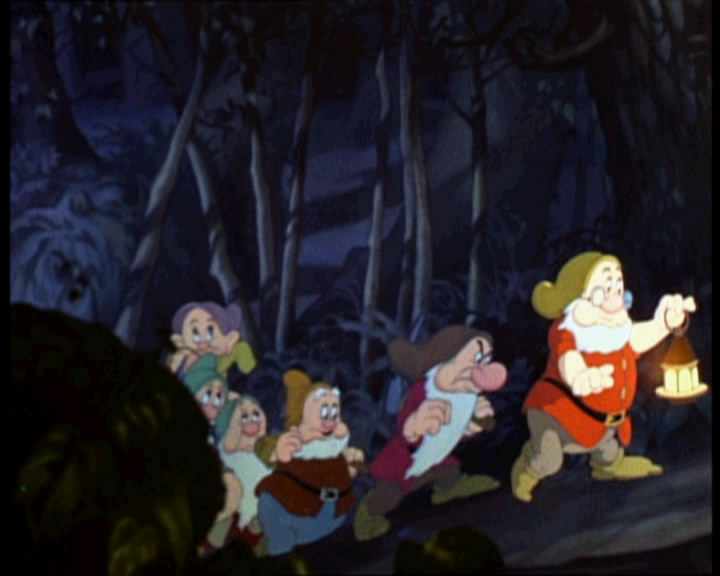
Les sept nains de Blanche-Neige et les Sept Nains de Walt Disney (1937).

Aux États-Unis, dès avant le premier long-métrage du pionnier américain Walt Disney, Blanche-Neige et les Sept Nains, qui sort sur les écrans en 1937, les Silly Symphonies, courts-métrages produits entre 1929 et 1939, comprennent plusieurs adaptations de contes d'Andersen, Perrault, des frères Grimm, et mettent aussi en scène des épisodes mythologiques. Certains, comme La Danse macabre, abordent des thèmes relevant du fantastique. L'adaptation de contes et de légendes, les principales sources du genre, forment rapidement un pilier de la tradition Disney, dès Blanche-Neige et les Sept Nains (1937) puis avec Pinocchio (1940) adapté du livre de Collodi. Fantasia (1940) comprend plusieurs séquences relevant du genre, en particulier la mémorable adaptation de L'Apprenti sorcier figurant Mickey en robe et chapeau de sorcier. Bien moins connu, Le Dragon récalcitrant (1941) est une histoire de fantasy humoristique mettant en scène un dragon qui n'a aucune envie d'affronter des chevaliers : il s'inspire librement d'un livre pour enfants de Kenneth Grahame ; cet auteur fournira d'autres inspirations au studio, puisque Le Crapaud et le Maître d'école (1949) présente, dans sa première partie, une adaptation du roman de Grahame le plus connu, Le Vent dans les saules, principal représentant de la fantasy animalière. En 1953, Peter Pan adapte la pièce de J. M. Barrie. En 1963, Merlin l'Enchanteur présente la vision disneyenne de la légende arthurienne. En 1973, Robin des Bois donne une version du personnage de Robin des Bois qui y intègre de nombreux éléments en provenance du Roman de Renart : le résultat, malgré l'absence d'élément magique explicite, se rapproche encore une fois de la fantasy animalière.
En 1977, le mélange entre animation et prises de vue réelles permet à un dragon de se matérialiser dans la réalité dans Peter et Elliott le dragon. Étrangement, le long-métrage Disney relevant le plus explicitement de la fantasy, Taram et le Chaudron magique (1985), adapté des Chroniques de Prydain de Lloyd Alexander, est aussi l'un de ceux qui, à long terme, marque le moins les mémoires. En 2001, Atlantide, l'empire perdu élabore une Atlantide détaillée, mais desservie par le peu de succès du film. En 2002, La Planète au trésor, un nouvel univers déconcerte par sa transposition audacieuse de L'Île au trésor dans un univers de space fantasy mêlant costumes et navires du XVIIIe siècle et voyages intersidéraux. La reprise des activités du studio d'animation 2D se fait sous les auspices de la light fantasy, avec La Princesse et la Grenouille (Noël 2009).
Certaines des productions souvent du studio Pixar, en particulier Monstres et Cie (2001), peuvent se rapprocher de la fantasy urbaine ou du réalisme magique. Les studios DreamWorks SKG, de leur côté, connaissent un grand succès en fantasy humoristique avec Shrek (2001), dont le personnage principal est un ogre à peau verte, et dont l'univers rassemble les personnages des contes. Parmi les œuvres de réalisateurs en dehors des grands studios, citons les films d'animation de Ralph Bakshi et de Don Bluth. Ralph Bakshi réalise en 1977 Les Sorciers de la guerre (Wizards), puis en 1978 Le Seigneur des anneaux d'après le roman de Tolkien, obtenant un succès commercial malgré un accueil critique médiocre ; en 1983, il revient à la fantasy avec Tygra, la glace et le feu, proche des univers à la Conan. Don Bluth réalise en 1982 Brisby et le Secret de NIMH d'après la trilogie des Rats de NIMH de Robert C. O'Brien, et sa suite La Légende de Brisby (1998) ; ce sont des dessins animés de fantasy animalière mâtinée de science-fiction dont les personnages principaux sont des souris. En 2008, La Légende de Despereaux, d'après le roman éponyme de Kate DiCamillo paru en 2003, met également en scène une souris, dans un contexte plus médiéval.

##### Japon
Dans l'animation japonaise, une grande partie des anime du studio Ghibli, en particulier ceux de Hayao Miyazaki, contribuent au renouvellement du genre de la fantasy, en s'inspirant de la mythologie japonaise. Citons par exemple Mon voisin Totoro (1988), Kiki la petite sorcière (1989), Princesse Mononoké (1997), ou Le Château ambulant (2004), adapté du roman de fantasy pour la jeunesse de Diana Wynne Jones Le Château de Hurle. Pompoko (1994) d'Isao Takahata met en scène des tanukis, animaux dotés de pouvoirs de métamorphose dans le folklore japonais. En 2006, Gorō Miyazaki réalise Les Contes de Terremer, une adaptation du cycle de Terremer d'Ursula K. Le Guin.

### Télévision

#### Séries en images réelles

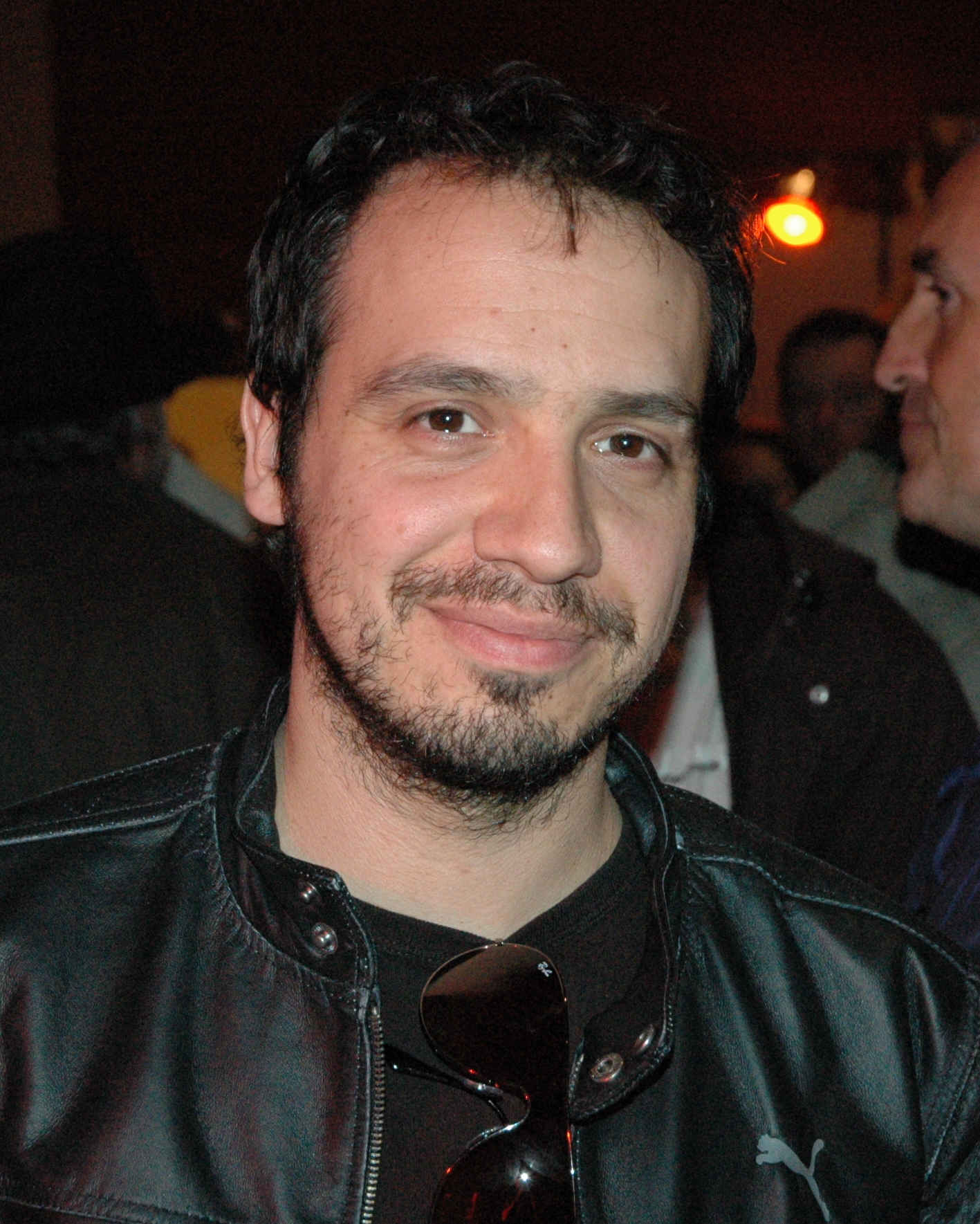
Alexandre Astier, créateur de la série Kaamelott.

Diffusée en 1987 et méconnue du grand public, la première série de fantasy sur petit écran est celle de La Belle et la Bête. Dans les années 1990, les séries fantasy connaissent un véritable succès avec Hercule (en 1994), Xena, la guerrière (en 1995) ou encore Les Aventures de Sinbad (en 1996), Les Nouvelles Aventures de Robin des Bois et Conan (en 1997).
Dans les années 2000, la série de fantasy qui marque le petit écran en France est Kaamelott, une série humoristique inspirée de la légende arthurienne. Créée par Alexandre Astier et Jean-Yves Robin, la série fait ses débuts sur M6 en janvier 2005, et connaît six saisons (ou « livres ») dont la dernière est diffusée en 2009. L'humour des premières saisons repose sur des dialogues à la Michel Audiard. Le succès croissant de la série lui vaut d'être adaptée sur d'autres supports (livres, BD, film).
La série Legend of the Seeker a été lancée aux États-Unis le 1er novembre 2008 avec Craig Horner et Bridget Regan, adaptation de la Première Leçon du sorcier, du célèbre cycle de l'Épée de vérité, de Terry Goodkind. Son producteur Sam Raimi (la saga Spider man, Hercule, Xena) travaille avec Disney-ABC Domestic Television et ABC Studios ainsi qu'avec John Shiban (X-Files). La série tournée en Nouvelle-Zélande, bénéficie de bonnes audiences avec une moyenne de deux millions de téléspectateurs/ épisode et est reconduite pour un an.
Merlin, série britannique créée par Johnny Capps et Julian Jones, a débuté en 2008 sur BBC1, avec Colin Morgan et Bradley James dans le casting mais aussi Anthony Head (Buffy), John Hurt, Santiago Cabrera (Heroes). En septembre 2008, plus de six millions de téléspectateurs anglais ont découvert le premier épisode. Déjà diffusée aux États-Unis, sur NBC, en janvier 2009, Merlin est ensuite reconduite pour un an ; la série est diffusée sur Canal + familly depuis le 11 avril 2009.
La fantasy sur petit écran gagne ses lettres de noblesse lorsque HBO adapte entre 2011 et 2019 les romans à succès de George R. R. Martin : ce sera Game of Thrones, véritable phénomène planétaire qui, durant huit saisons, racontera une interminable guerre de succession entre différentes familles nobles pour le trône du continent de Westeros.
GoT, comme l'appellent les fans, fait l'objet de nombreuses critiques pour ses scènes de violence et de sexe très crues et fréquentes mais a une influence considérable, et de nos jours de nombreuses séries de fantasy sont tournées. HBO a ainsi dès 2019 proposé His Dark Materials (d'après le classique de Pullman) et Netflix lance la même année The Witcher, inspiré de la saga polonaise Le Sorceleur, qui met en scène un chasseur de monstres professionnel dans un monde très sombre influencé par les mythes slaves et les contes populaires européens. Dans la veine de la fantasy historique, on peut citer Britannia, qui intègre des éléments surnaturels (en l'occurrence liés à la magie druidique) à un contexte bien réel (ici, la conquête par Rome de la Grande-Bretagne). Toujours sur Netflix, Ragnarök aborde le thème de l'écologie en prenant pour héros un adolescent norvégien d'aujourd'hui confronté à la situation catastrophique régnant sur la ville d'Edda, qui s'avèrera être le fruit des activités de la famille de magnats locaux (en fait des géants sous forme humaine).

#### Séries animées
Dans les années 1960, que penser des Pierrafeu (Hanna et Barbera, 1960-66), avec leur préhistoire à la technologie improbable ? Fantasy historique, uchronie, joyeux absurde ? Plutôt un peu de tout cela à la fois. En France, les années 1960 sont marquées par le succès de la série Le Manège enchanté (France, 1964) qui reprend en 2007.
Au tournant des années 1980-1990, la télévision fait découvrir au public français de nombreuses séries animées. Le Club Dorothée diffuse Conan l'Aventurier (États-Unis et France, 1992), libre adaptation des aventures de Conan le Barbare ; Adrien le sauveur du monde (Japon, 1988), loufoque série de fantasy humoristique ; Dragon Ball (Japon, 1986, d'après le manga d'Akira Toriyama), et sa suite Dragon Ball Z ; Fly (Japon, 1991) d'après le jeu vidéo Dragon Quest ; Gigi (Japon, 1985) contant les aventures de Momo la princesse magicienne (voyez aussi à Magical girl) ; Les Bisounours (États-Unis et France, 1985) qui peuvent être assimilés à de la fantasy pour très jeune public ; Les Aventures de Carlos (États-Unis et France, 1992) où un aventurier raconte ses péripéties ; Les Minipouss (États-Unis, France, Japon, 1983) où un jeune humain rencontre une famille de petites créatures qui vit cachée dans sa maison ; Les Mondes engloutis (France, 1985) qui mêle science-fiction et fantasy en s'inspirant de l'Atlantide ; Les Popples (États-Unis, France, Japon, 1986), autres petites créatures pour le jeune public ; Les Chevaliers du Zodiaque (Japon, 1986) que ses rapports étroits avec la mythologie grecque rattachent à la fantasy mythique ; Mon petit poney (États-Unis et Japon, 1986) inspiré des jouets Hasbro ; Rahan fils des âges farouches (France, 1987) où le héros montre cependant que la magie résulte de l'ignorance et doit être vaincue par la curiosité scientifique ; Sailor Moon (Japon, 1992), autre magical girl ; Shurato (Japon, 1989) qui mêle arts martiaux et high fantasy ; Wingman (Japon, 1983) dont le personnage principal reçoit un cahier doté de pouvoirs magiques.
Dans le même temps, sur les chaînes publiques, sont diffusées des séries à succès, dont beaucoup ont plutôt recours à des univers de science-fiction très à la mode entre les années 1970 et 1990. Cependant, certaines de ces séries mêlent un cadre général de space opéra à des thèmes tout droit sortis de la mythologie, comme Ulysse 31 (France et Japon, 1981) qui transpose l'Odyssée au XXXIe siècle ap. J.-C., ou à des éléments venus du passé, comme les vaisseaux spatiaux des pirates d'Albator, le corsaire de l'espace (Japon, 1978) et sa suite Albator 84 (Japon, 1982) dont l'allure rappelle les navires et les engins du passé de la Terre. Prenant place au XVIIe siècle et s'inspirant des légendes des Cités d'or du Nouveau Monde et du continent de Mu, Les Mystérieuses Cités d'or (France, Japon, Luxembourg, 1982) remporte un vif succès. De son côté, l'inclassable Moi Renart (France, 1986), diffusé sur Canal+, transpose le Roman de Renart dans la France des années 1980.
Plus récemment, dans les années 1990-2000, citons Dragon Flyz (France, 1997), qui met en scène des chevaucheurs de dragons dans un futur post-apocalyptique, Dragon Booster (Canada, 2004) où humains et dragons cohabitent pacifiquement à Dragon City, ou encore Chasseurs de dragons (France, 2006).

#### Téléfilms et télésuites
Les cinq téléfilms italiens La Caverne de la Rose d'Or (Fantaghirò), diffusés entre 1991 et 1996, ont pour personnage principal la princesse Fantaghiro, qui tente de sauver son royaume ; l'intrigue relève de la romantic fantasy. En 1998 est réalisé le téléfilm américain Merlin, de Steve Barron, une version de la légende arthurienne centrée sur Merlin. Une suite, L'Apprenti de Merlin, est réalisée en 2006.
En 2000, Le 10e Royaume, mini-série (ou télésuite) en cinq épisodes adaptée du roman éponyme de Kristine Kathryn Rusch et Dean Wesley Smith, met en scène la confrontation entre les neuf royaumes des contes de fée et le dixième, le monde réel. En 2001, L'Odyssée fantastique de Philip Spink, diffusée sur TV1000, relate le voyage d'un professeur d'université veuf et de ses filles dans un royaume féerique. En 2002, Dinotopia, téléfilm adapté de la série de romans pour la jeunesse créée par James Gurney, décrit l'île de Dinotopia, qui vit séparée du reste du monde, et où humains et dinosaures cohabitent pacifiquement. L'année 2004 voit la création de Legend of Earthsea, adaptation libre du cycle de Terremer d'Ursula K. Le Guin, et traduit en français sous le titre La Prophétie du sorcier.
En 2007, Deux princesses pour un royaume (en VO Tin Man), diffusé aux États-Unis sur Sci Fi Channel, présente une variation inspirée de Le Magicien d'Oz. En 2009, Knights of Bloodsteel, mini-série américaine avec David James Elliott et Natassia Malthe, met en scène un groupe de héros tentant de s'opposer aux desseins du maléfique Œil de dragon, qui convoite une pierre précieuse conférant de puissants pouvoirs magiques.

### Jeux de société
Après la Seconde Guerre mondiale, les wargames se développent et donnent naissance aux jeux de figurines, héritiers des traditionnels soldats de plomb. Ces jeux, d'abord consacrés exclusivement à la reconstitution en miniature des batailles du passé, créent par la suite, parallèlement aux jeux historiques, des univers fantastiques relevant entre autres de la fantasy. Cette branche des wargames donne lieu à la création de toute une série de nouveaux jeux de société très marqués par les univers de fantasy.

#### Jeux de rôle

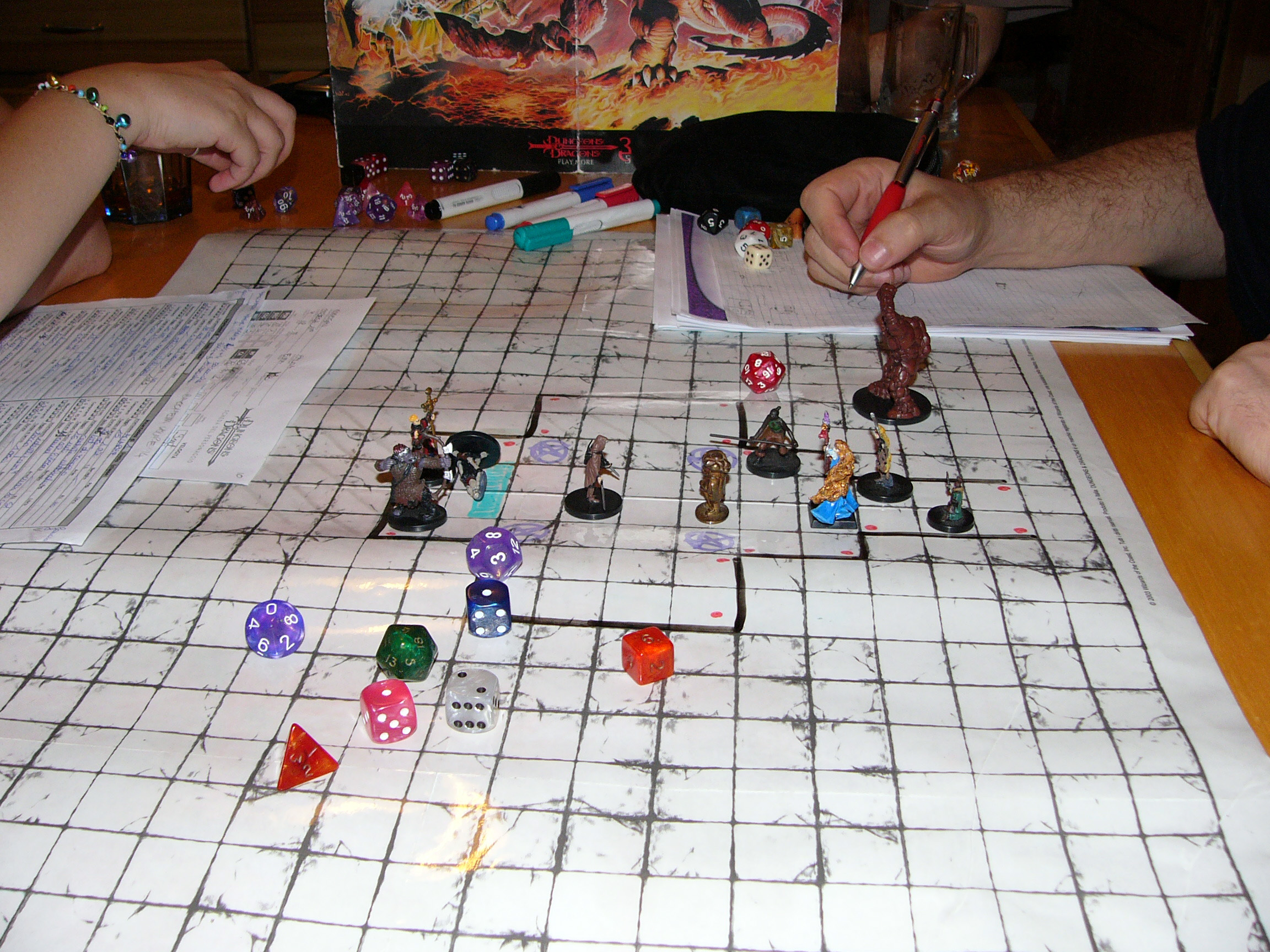
Exemple de partie de Donjons et Dragons autour d'un scénario classique de type porte-monstre-trésor : feuilles de personnages, écran du meneur de jeu, dés, figurines

Le tout premier jeu de rôle, Donjons et Dragons, publié en 1974 par Gary Gygax et Dave Arneson via la société TSR, dérive d'un wargame, Chainmail (1966), visant à reconstituer des escarmouches médiévales ; la réduction de l'échelle, de la gestion d'une armée à celle d'un petit groupe de personnages, et l'intervention d'un arbitre en la personne d'un meneur de jeu, aboutissent à l'invention du principe du jeu de rôle. Dans le même temps, des éléments relevant du médiéval-fantastique sont introduits dans l'univers du jeu, qui s'inspire de plus en plus de celui du Seigneur des anneaux. Les premières aventures simulées par Donjons et Dragons consistent, comme le titre l'indique, en l'exploration par un petit groupe de joueurs (incarnant chacun un personnage) de « donjons » aux souterrains peuplés de monstres gardant divers trésors. Au fil du temps, certains univers de Donjons et Dragons parmi les plus étoffés, en particulier les Royaumes oubliés et Lancedragon, donneront lieu à leur tour à des séries de romans.
Avec le temps, les univers de jeu s'enrichissent et se complexifient, et différents genres de jeux apparaissent. Tunnels & Trolls de Ken St. André, en 1975, est le premier jeu de rôle de fantasy parodique. En 1978, Steve Perrin et Greg Stafford publient RuneQuest, qui connaît un succès durable grâce à son univers riche et épique. Si Runequest présente un univers original, de nombreux jeux se consacrent à l'adaptation de classiques de la fantasy, comme Stormbringer (1983) de Ken St André, d'après Le Cycle d'Elric de Michael Moorcock, Le Jeu de rôle des Terres du Milieu (1984) d'après Le Seigneur des anneaux, Elfquest (1984) d'après les comics éponymes, ou encore Conan (1985) d'après les aventures de Conan le Barbare de Robert E. Howard, qui donne lieu à plusieurs autres adaptations par la suite. Shadowrun (FASA, 1989) réalise un univers hybride qui mêle des peuples de fantasy à des thèmes relevant de l'anticipation et du cyberpunk. En France, parmi les créations originales relevant de la fantasy, citons Rêve de Dragon (1985) de Denis Gerfaud, qui s'attache à renouveler le genre via l'onirisme et l'humour. En Allemagne, le classique du genre équivalent à Donjons et Dragons est L'Œil noir (1984) d'Ulrich Kiesow.

#### Jeux de figurines
Dans le même temps, les jeux de figurines poursuivent leur propre évolution. En 1983, la compagnie britannique Games Workshop lance Warhammer Fantasy Battle, jeu de batailles de figurines fantastiques dans un univers de fantasy mêlant des éléments génériques à diverses touches originales, certaines inspirées par l'œuvre de Michael Moorcock. L'univers de Warhammer est ensuite adapté en jeu de rôle en 1986, puis sur d'autres supports encore. Games Workshop domine longtemps le marché, et réalise l'adaptation en jeu de figurines du Le Seigneur des anneaux après la sortie des films de Peter Jackson en 2000. D'autres jeux se développent néanmoins, par exemple Chronopia (1997) ou Demonworld (1999).
En France, des gammes de figurines comme celles de Fenryll (fondé en 1991) proposent un matériel destiné aussi bien aux jeux de batailles qu'aux joueurs de jeux de rôle désirant utiliser des figurines pendant leurs parties. Rackham, fondée en 1997, lance Confrontation (1997), jeu d'escarmouche, puis Rag'narok (2003), son équivalent à l'échelle des batailles, dans l'univers d'Aarklash, décliné par la suite sur d'autres supports.
De nombreux univers de jeux, y compris ceux du jeu de rôle Donjons et Dragons et des jeux vidéo Warcraft, sont déclinés par la suite en gammes de figurines. L'évolution récente, dans les années 2000, s'oriente vers un rapprochement entre jeux de figurines et jeux à collectionner, avec le lancement de jeux de figurines à collectionner comme le Dungeons & Dragons miniatures game, influencés par le succès de HeroClix (2002), qui avait inventé le principe avec des figurines de super-héros.

#### Jeux de cartes à collectionner

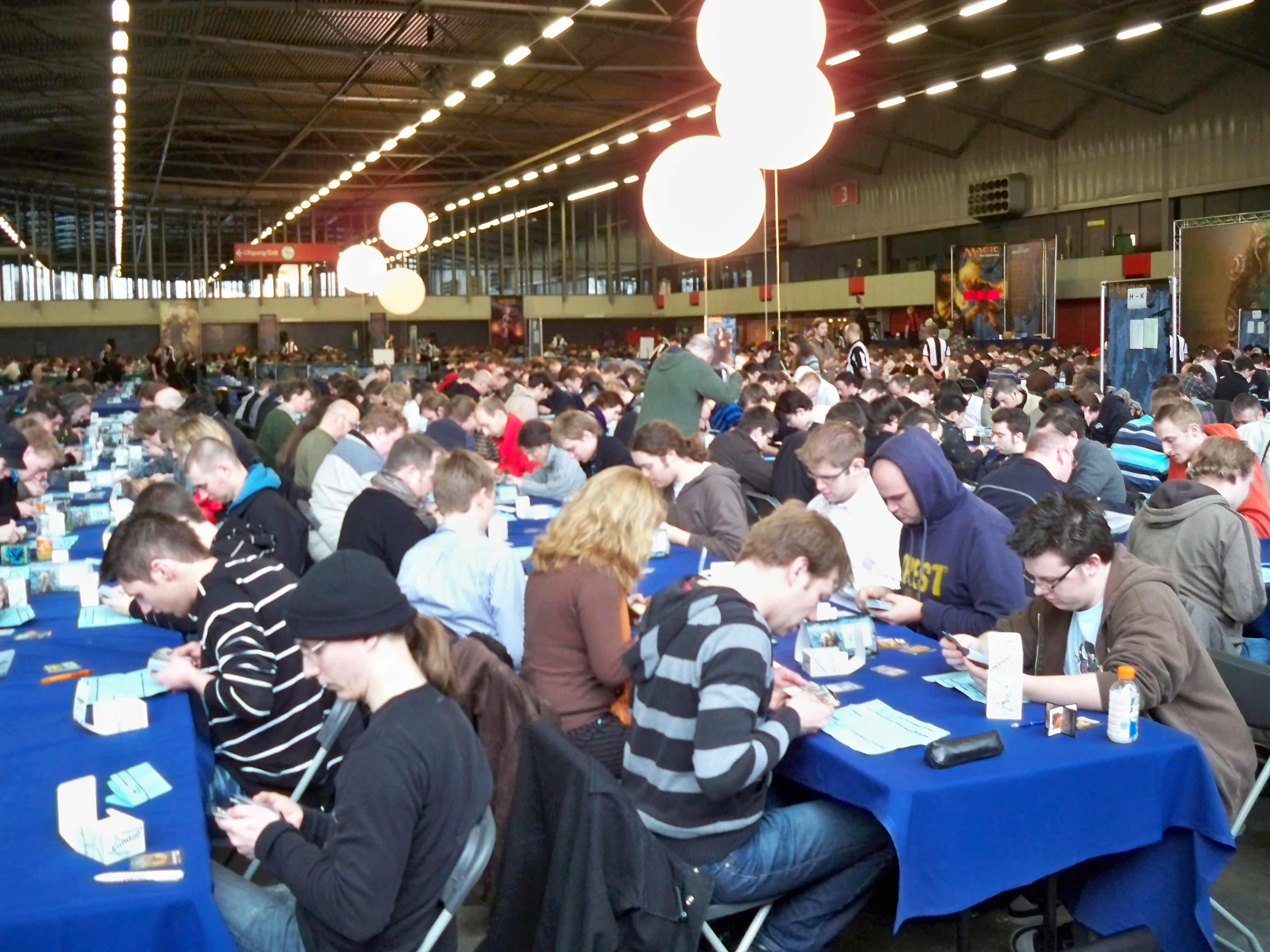
Tournoi du jeu de cartes Magic : l'Assemblée à Rotterdam en 2009.

En 1993, Wizards of the Coast, petite compagnie américaine publiant des suppléments de jeux de rôle, lance Magic : l'assemblée, petit jeu de société créé par Richard Garfield. Le jeu propose de simuler des duels magiques dans un univers de fantasy à la Donjons et Dragons, le Multivers, influencé par Tolkien et Moorcock. Magic invente le principe du jeu de cartes à collectionner, qui connaît un succès immédiat. Les éditeurs se ruent sur ce nouveau marché, ce qui suscite la création de multiples jeux reprenant diverses licences commerciales avec plus ou moins d'habileté. Parmi les jeux plus durables, citons Legend of the Five Rings (1995), qui décrit un univers original, Rokugan, inspiré de la mythologie japonaise (l'univers du jeu est ensuite adapté en un jeu de rôle, Le Livre des cinq anneaux, à partir de 1996).

#### Livres-jeux
Le concept du livre-jeu, ou « livre dont vous êtes le héros », connaît l'un de ses premiers succès avec une aventure de fantasy, Le Sorcier de la Montagne de feu de Steve Jackson et Ian Livingstone, en 1982. La vogue des livres-jeux dans les années 1980 et 1990 voit la création de plusieurs autres séries de fantasy. Parmi les plus connues figurent Sorcellerie ! de Steve Jackson (1983-1985), dans la collection Défis fantastiques, et Loup solitaire de Joe Dever et Gary Chalk (lancée en 1984) dont l'univers, Magnamund, est ensuite adapté en jeu de rôle.

#### Jeux de société classiques
Parmi les jeux de société « classiques » inspirés par la fantasy, on peut citer Élixir (1993) et Il était une fois (1993), qui s'inspirent de l'univers des contes de fées, ou encore Citadelles (2000) qui propose d'édifier des villes médiévales-fantastiques. En 2004, Munchkin de Steve Jackson, illustré par John Kovalic, parodie les jeux de rôle en général et Donjons et Dragons en particulier. Il existe également de nombreux jeux de société dérivés des grandes licences commerciales de fantasy, comme Le Seigneur des anneaux ou Warcraft.

### Jeux vidéo
Les jeux vidéo de fantasy se répandent très vite au cours de l'histoire du jeu vidéo, aussi bien sur bornes d'arcade que sur ordinateurs personnels et consoles.

#### Jeux d'action

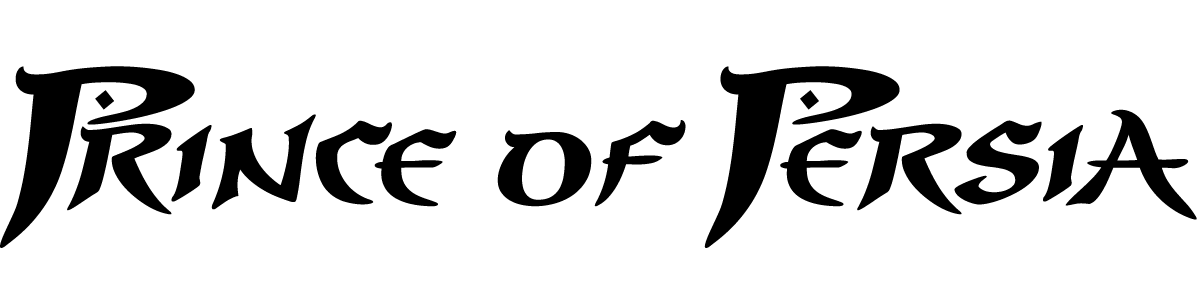
Logo du jeu vidéo Prince of Persia (1989).

Dans le domaine du jeu d'arcade, Pac-Man (1980) montre sans doute le plus improbable héros de fantasy jamais conçu, avec son disque jaune évoluant dans un labyrinthe en échappant à des fantômes. Donkey Kong (1981) a recours aux ficelles des contes : Jumpman, futur Mario, doit sauver la princesse des griffes d'un gorille géant — mais le héros est un plombier moustachu. Après le krach du jeu vidéo en 1983 et la perte de vitesse du marché de l'arcade, quelques titres aux graphismes plus élaborés continuent à sortir ; en fantasy, citons Ghosts'n Goblins (Capcom, 1985) et ses suites, ou encore Golden Axe (1989).
Le jeu d'action et le jeu de plates-formes voient l'élaboration de licences fameuses de la fantasy : en 1989, Prince of Persia, développée par Brøderbund, innove par la qualité de ses graphismes et de ses mécanismes de jeu, dans un univers inspiré des Mille et une nuits. Le titre donne naissance à une série de jeux durable. Dans un tout autre style, Rayman d'Ubisoft, en 1995, pose les bases d'un univers cartoon qui donne également lieu à une série de jeux.
Le genre des shoot them up et autres jeux de tir à la première personne n'a pas beaucoup recours aux univers de fantasy — niveau technologique oblige, sans doute — mais on peut citer, parmi les cute them up japonais, Fantasy Zone (1986) avec son univers coloré contrastant avec le principe du jeu. Heretic (1994) et ses suites en restent à l'action ; Dark Project : La Guilde des voleurs (1998) s'oriente vers le jeu d'infiltration.

#### Jeux d'aventure et de rôle
Les jeux d'aventure se développent en partie sous l'influence des jeux de rôle papier : Colossal Cave Adventure, créé à partir de 1972 et commercialisé en 1980, a pour auteur Willie Crowther, un rôliste. Ce jeu devient le premier jeu d'aventure textuel, ancêtre des jeux d'aventure graphiques et initiateur des fictions interactives. La société Infocom, créée par un groupe d'étudiants du MIT, lance l'un des premiers titres marquants, Zork (1980) qui connaît plusieurs suites, et met le joueur dans la peau d'un aventurier parcourant des « donjons » souterrains en quête de trésors. Créée en 1980, la société On-Line Systems, qui devient deux ans plus tard Sierra On-Line, produit de nombreux jeux aux thèmes de fantasy, certains dérivés de films, par exemple Dark Crystal (1982) ; Sierra lance surtout plusieurs séries à succès, la plus connue étant King's Quest (1984), qui introduit la 3D dans les jeux d'aventure. LucasArts, créé en 1982, prend possession du marché du genre de l'aventure avec la série des Monkey Island (dont le premier opus sort en 1990) et les jeux Indiana Jones, qui ne relèvent pas complètement de la fantasy. Mais en 1993, Myst, développé par Cyan, renouvelle profondément le genre par son environnement en 3D, son ambiance novatrice et un univers de fantasy particulièrement détaillé. Parmi les jeux français, Atlantis: The Lost Tales (1997) de Cryo Interactive remporte un certain succès en mêlant aventure de fantasy et inspirations historiques.
Le jeu vidéo de rôle fait ses débuts en 1980 avec Rogue, très inspiré de Donjons et Dragons puisque le joueur y explore des souterrains en quête de trésors. En 1981, Ultima I lance la série durable des Ultima, devenue un classique. La série Wizardry (dont le premier opus sort en 1981) connaît également le succès. L'histoire du genre est marquée par plusieurs séries de fantasy au succès durable lancées par Nintendo sur consoles dans les années 1980. Dragon Quest, en 1986, influence de nombreux titres suivants. La même année, The Legend of Zelda, de Shigeru Miyamoto, dont l'intrigue de base reprend un schéma narratif classique (un héros, Link, doit sauver la princesse Zelda et le royaume du maléfique Ganon) dans un univers très détaillé, connaît un succès considérable. Une autre série tout aussi durable est Final Fantasy, lancée en 1987 et qui donne lieu à au moins une vingtaine de titres, mêlant selon les épisodes fantasy et science-fiction ; la série est créée par Hironobu Sakaguchi, et l'artiste Yoshitaka Amano contribue à la conception visuelle des premiers titres. En 1996, Pokémon, qui met en scène l'élevage et l'affrontement de « monstres de poche » dans un monde contemporain, permet à Nintendo de rebondir et connaît à son tour un succès considérable.
Alors que Dark Age of Camelot se veut être un sequel à la légende arthurienne, Golden Sun (2001) conserve un cadre conventionnel, et Fable (2004) innove par la liberté qu'il laisse au joueur, les actions du héros déterminant son évolution en bien ou en mal et sa réputation. Parallèlement à ces jeux sur consoles, le jeu vidéo de rôle dans des univers de fantasy se développe sur ordinateur avec des séries comme Might and Magic (1986). En 1988, Pool of Radiance opère un retour aux sources en adaptant les Royaumes oubliés, l'univers principal du jeu de rôle Donjons et Dragons. Dans les années 1990, la série The Elder Scrolls (qui commence en 1994) développe un univers vaste qui laisse une grande liberté d'action au joueur. En 1998, Baldur's Gate opère à son tour un retour aux sources, plus remarqué et plus durable, en développant une saga dans l'univers des Royaumes oubliés, et va jusqu'à adapter pour l'ordinateur les règles officielles du jeu de rôle papier. Sur le même principe, viennent ensuite Icewind Dale (2000), puis Neverwinter Nights (2002), remarqué pour les nombreux outils de création de parties qu'il fournit aux joueurs.

#### Jeux de stratégie
Dans le genre des jeux de stratégie, le premier titre de fantasy à marquer le genre est Warcraft: Orcs and Humans (1995), premier titre de la série Warcraft de Blizzard Entertainment, qui opte pour la stratégie en temps réel ; ses suites remportent un succès croissant. En 1996, Dragon Force de Sega propose un hybride entre le jeu de rôle et le jeu de stratégie où les séquences d'aventure alternent avec les batailles : le titre remporte un vif succès. En 1997 commence la série Myth de Bungie Software, qui se concentre sur la gestion de troupes. Parmi les jeux de stratégie au tour par tour, citons Heroes of Might and Magic (1995) dans l'univers de Might and Magic, Age of Wonders (2000) et ses suites. Le jeu de figurines donne lieu à des adaptations, avec Warhammer : Dans l'ombre du rat cornu (1995), dans l'univers de Warhammer.

#### Jeux en ligne massivement multijoueur
Le développement des jeux en ligne massivement multijoueur donne naissance à de vastes mondes persistants. Il semble que les univers de fantasy se prêtent particulièrement bien à ce type de jeu, car les mondes d'inspiration médiévale abondent : Ultima Online (1997), EverQuest (1999), Dark Age of Camelot (2001), Dofus (2004), Metin2 (2004), Guild Wars (2005), World of Warcraft (2005), dérivé de l'univers Warcraft, Shaiya (2009), Final Fantasy XIV: Online (2010). Le dernier grand succès du genre, Guild Wars 2 (2012).
Il existe également, dans différents genres, de nombreux jeux adaptés de films de fantasy (Le seigneur des Anneaux, Le Monde de Narnia : Le Lion, la Sorcière blanche et l'Armoire magique, Eragon, etc.).

### Parcs d'attractions

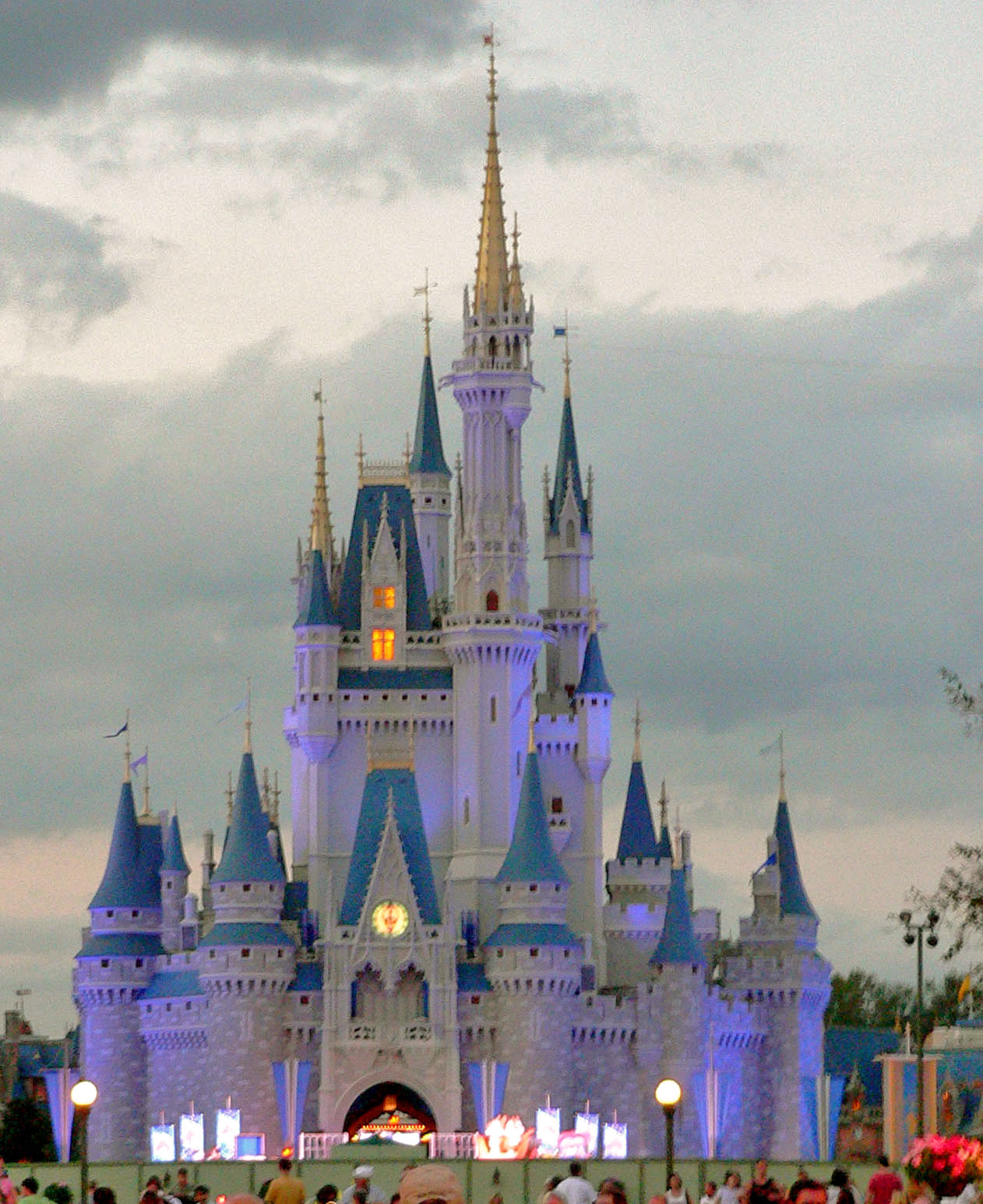
Château de Cendrillon, au centre de Magic Kingdom, point de repère du domaine Walt Disney World en Floride.

Il existe des parcs d'attractions dont les thèmes recoupent ceux de la fantasy. Les plus connus sont sans doute ceux de Walt Disney Parks and Resorts. Le premier Disneyland, en Californie, ouvre en 1955 ; le plus grand est le Walt Disney World Resort, en Floride, ouvert en 1971. Ces deux parcs proposent des attractions liées à l'univers Disney et inspirées des contes de fées. D'autres parcs à thème dans le monde se consacrent également à des univers de fantasy :
- Efteling, aux Pays-Bas, est consacré aux contes et légendes, avec entre autres le Bois des contes et le Vol de rêve.
- Santa Park, en Finlande, consacré à l'univers du père Noël.
- Storybook Gardens, au Canada, dont les attractions ont pour thème les contes.
- Universal's Islands of Adventure, en Floride, aux États-Unis, comptent plusieurs zones en rapport avec la fantasy : The Lost Continent, partie consacrée aux mythologies et anciennement à la légende arthurienne, et plus récemment Le Monde magique de Harry Potter (The Wizarding World of Harry Potter, ouvert en juin 2010), consacré à l'univers de la suite romanesque Harry Potter.
- The Making of Harry Potter - Studio Tour London : musée du cinéma consacré à la saga Harry Potter.
- Camelot Theme Park, en Angleterre, est consacré à la légende arthurienne.
- Dickens World, en Angleterre, est consacré à l'univers de l'écrivain Charles Dickens.
- Le parc français Mirapolis, en activité entre 1987 et 1991, portait sur les fables et les grands romans français.

## Festivals, conventions et prix
À ses débuts, la fantasy se confondait avec la science-fiction : de ce fait, beaucoup de conventions et de prix littéraires récompensant des auteurs et illustrateurs de fantasy sont à l'origine des prix de science-fiction étendus depuis aux différents genres de l'imaginaire, comme la fantasy et parfois le fantastique.

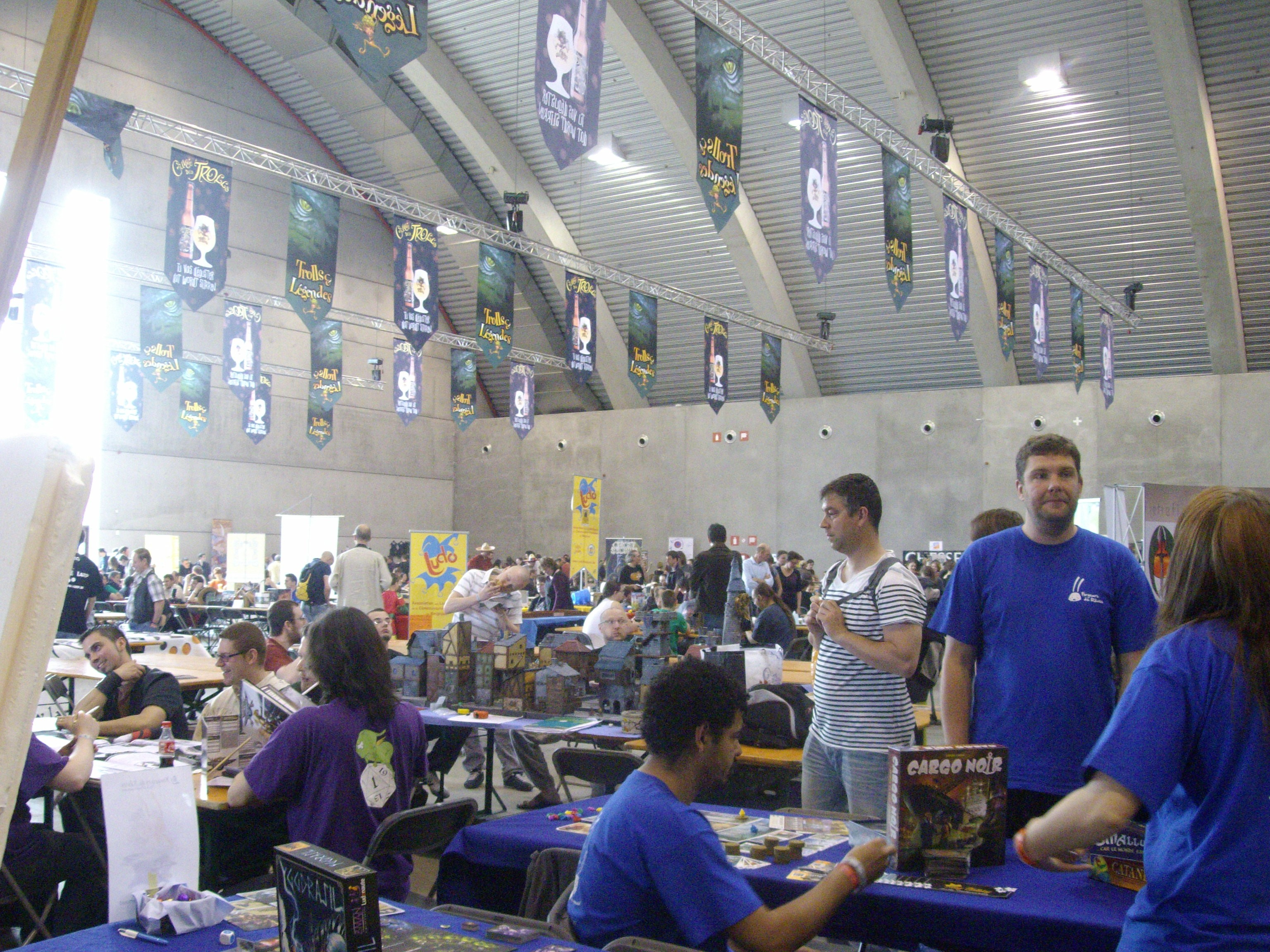
Une salle du festival Trolls et Légendes, à Mons, en Belgique, en 2011.

La plus ancienne convention du genre est la World Fantasy Convention, créée en 1975, qui se tient aux États-Unis tous les ans, chaque année dans une ville différente, et réunit aussi bien des auteurs et des éditeurs que des artistes ou des universitaires. C'est pendant cette convention que sont remis les Prix World Fantasy.
La plus importante manifestation du genre dans le monde en termes d'entrées est sans doute le festival des Utopiales, créé en France en 1998, qui se tient actuellement à Nantes. Elle a la particularité de favoriser les échanges entre les différents supports du genre (livres, illustration, BD, films, etc.). En 2002 ont été créées les Imaginales, un festival qui a lieu à Épinal, dédié aux littératures de l'imaginaire et au roman historique, qui se consacre plus particulièrement à la fantasy. Il existe également des rassemblements dédiés aux jeux : aux États-Unis, citons la E3 consacrée aux jeux vidéo, la Gen Con consacrée aux jeux de rôle. Dans le monde francophone, Trolls et Légendes, se déroulant tous les deux ans depuis 2005 à Mons (Belgique), est considéré comme le plus important et le plus diversifié (musique, littérature, bande dessinée, jeux, illustration, cinéma, animations et artisanat).
Parmi les prix littéraires, dotés ou non, récompensant des œuvres de fantasy, citons, dans le monde anglo-saxon, le prix Hugo, ou, en France, le prix Rosny aîné. Le prix Merlin, créé en 2002, récompense des œuvres de fantasy et de fantastique. Le prix Imaginales (créé en 2002) est décerné par le festival du même nom.
Une autre grande manifestation est le festival bi-annuel Cidre et Dragon, créé en 2006 à Merville-Franceville par l'association RaidTolkien. Il propose au grand public une « Aventure Vivante » qui s'inscrit dans un marché et un camp installé dans toute la ville. De nombreuses animations ludiques et culturelles liées à l'imaginaire sont accessibles au grand public.

### Ouvrages
: document utilisé comme source pour la rédaction de cet article.
- Charles Henry d'Avray, Pierre Demetz, Priscilla Duran-Mulas, Jérôme Vincent (dir.), Marie Marquez (dir.) et al., Le petit guide à trimbaler de la fantasy, Chambéry, ActuSF, coll. « Les trois souhaits », 2011, 135 p. (ISBN 978-2-917689-33-2).
- Jacques Baudou, La fantasy, Presses universitaires de France, coll. « Que sais-je ? », 2005.
- Jacques Baudou, L'Encyclopédie de la fantasy, Fetjaine, 2009.
- Anne Besson, Myriam White-Le Goff et alii, Actes du colloque du CRELID : Fantasy, le merveilleux médiéval aujourd'hui, Bragelonne, 2007. Colloque organisé les 16 et 17 mars 2006.
- Anne Besson, La Fantasy, Klincksieck, coll. « 50 questions », 2007 (ISBN 978-2-252-03638-9).
- Anne Besson (dir.), Dictionnaire de la fantasy, Vendémiaire, 2018
- William Blanc, Winter is coming : une brève histoire politique de la fantasy, Montreuil, Libertalia, 2019, 144 p.,  (ISBN 9782377290918).
- (en) John Clute et John Grants, The Encyclopedia of Fantasy, Orbit, 1997, 1049 p. (ISBN 978-1-8572-3368-1).
- Olivier Davenas et André-François Ruaud, Panorama illustré de la fantasy & du merveilleux, Les Moutons Electriques, 2004.
- Jacques Goimard, Critique du merveilleux et de la fantasy, Pocket, coll. « Pocket Agora », 2003.
- Mats Lüdun, La Fantasy, Éditions Ellipses, 2006.
- Estelle Valls de Gomis et Léa Silhol, Fantastique, fantasy, science-fiction : Mondes imaginaires, étranges réalités, Autrement, 2005
- Anne Rochebouet et Anne Salamon, « Les réminiscences médiévales dans la fantasy : un mirage des sources ? », Cahiers de recherches médiévales et humanistes, no 16,‎ 2008, p. 319-346 (lire en ligne).
- André-François Ruaud, Cartographie du merveilleux, Éditions Gallimard, coll. « Folio SF », 2001.